# Wolfgang Amadeus Mozart
Wolfgang Amadeus Mozart (teljes neve Johannes Chrysostomus Wolfgangus Theophilus Mozart) (Salzburg, 1756. január 27. – Bécs, 1791. december 5.) osztrák zeneszerző, zongorista, karnagy és zenepedagógus, a bécsi klasszikusok egyike. Bár csak 35 évet élt, munkássága világszerte ismert, a nyugati zenetörténet egyik legnagyobb művészeként tartják számon.
Zenei tehetsége korán megmutatkozott, első zeneműveit hatévesen komponálta. Édesapja, Leopold Mozart pedig, aki a salzburgi érseki udvar muzsikusa volt, lejegyezte őket, és mindent megtett annak érdekében, hogy fia minél alaposabb zenei képzésben részesüljön. Mikor nyilvánvaló lett számára Wolfgang rendkívüli tehetsége, úgy érezte, hogy kötelessége azt megmutatni a világnak. Ennek érdekében hosszú koncertkörutakat szervezett gyermekei számára, amelyek során a csodagyerek a korabeli Európa szinte valamennyi jelentős zenei és uralkodói központjába eljutottak. A fiatal Mozartnak így lehetősége nyílt megismernie a korabeli Itália, Párizs, London, Bécs zenei világát. Tizenegy évesen már egész estét betöltő vígoperát komponált, tizennégy évesen pedig megírta első opera seriáját.
Két itáliai utazásuk után apa és fia hosszabb időt töltött Salzburgban, majd miután az új érsek, Jeromos salzburgi érsek (Hieronymus von Colloredo) (1732–1812) nem engedélyezte az apa hosszabb időre való eltávozását, Mozart az édesanyjával (Anna Maria Pertl) indult utolsó nagy koncertkörútjára, Párizsba. Útközben hosszabb időt töltöttek Mannheimben, ahol megismerte első nagy szerelmét, az operaénekesnő Aloysia Weber bárónőt. Párizsban aztán nem sikerült állást találnia, ráadásul édesanyja megbetegedett és meghalt. Miután hazautazott, az érseki udvar muzsikusa lett. 1781-ben a müncheni városi színház felkérte, hogy komponáljon új operát a karneváli szezonra. Mozart elvállalta a feladatot, és megírta az Idomeneót, amely nagy sikert aratott. A bemutató után a városban töltötte az egész farsangi időszakot, majd rokonaihoz utazott Augsburgba. Innen rendelte magához Jeromos érsek Bécsbe. A császárvárosban többször is megalázóan bánt Mozarttal, aki ezt nem hagyta szó nélkül. Végül úgy megsértette a főpapot, hogy szó szerint kidobták az érseki palotából.
Mozart ekkor végleg szakított a salzburgi érseki udvarral. Bécsben telepedett le, ahol elsősorban tanításból tartotta fenn magát. 1782-ben feleségül vette Aloysia idősebbik húgát, Constanze Weber bárónőt. Még ebben az évben bemutatta Szöktetés a szerájból című daljátékát, amely első komoly operasikere volt Bécsben. Közben apja megbékélt a Weber családdal, akikkel szemben a kezdettől fogva ellenszenvet érzett. Ennek eredményeképpen meghívta fiát és feleségét, hogy látogassák meg Salzburgban. A fiatal házaspár eleget is tett a kérésnek, majd ők hívták vissza Leopoldot Bécsbe. Mozart közben hasztalan próbált szert tenni jól jövedelmező állásra. Összeismerkedett Haydnnal, akinek hat vonósnégyesét ajánlotta. 1786-ban megírta első közös operáját Da Pontéval, a Figaro házasságát. A darab a szerzők elleni intrika miatt nem sokáig volt műsoron Bécsben, de Prágában nagy sikert aratott. A cseh főváros meg is hívta Mozartot, hogy személyesen vezényelje az opera néhány előadását a városban, valamint ott koncertezzen. A prágai színház új operát is rendelt tőle. Nem sokkal Bécsbe való visszatérése után értesült apja haláláról, akinek temetésére sem utazott haza. 1787-ben a Don Giovannit óriási sikerrel mutatták be Prágában.
A Don Giovanni ezután Bécsben is nagy sikert aratott, ennek következtében II. József új operamegbízást adott a zeneszerzőnek. Ennek az eredménye az 1790-ben bemutatott Così fan tutte lett. Még abban az évben meghalt a császár. Utódja, II. Lipót nem hívta meg Mozartot a koronázási ünnepségeire, de a zeneszerző saját szakállára mégis elutazott arra Frankfurtba. Mivel nem tudta magára vonni az uralkodó figyelmét, végül csalódottan hazament. Közben egyre többet betegeskedett. Nem sokkal Bécsbe való visszatérése után Emanuel Schikaneder színházigazgató rendelt tőle új operát, aminek ő maga írta a librettóját. Közben Prágából is felkérést kapott: operát rendeltek tőle II. Lipót cseh királlyá koronázására. Mozart eleget tett a kérésnek, minden más munkáját félbe hagyva megkomponálta a Titus kegyelmét, amely szép sikert aratott. Nem sokkal utolsó operája, A varázsfuvola bemutatója után ágynak esett. Egy rövid időre jobban lett, de 1791. november 20. után már nem volt képes elhagyni otthonát. December 5-én hajnali 1 óra körül hunyt el.

## Élete

### Családja és származása
A Mozart vezetéknevet először 1331-ben jegyezték fel egy bizonyos Heinrich Mozarthtal kapcsolatban, aki Fischachban élt. A név más, Augsburg körzetében lévő falvakban is felbukkant a 14. századtól. Többféle helyesírással is írták: Mozarth, Mozhard, Mozer. A zeneszerző családjának legrégebbi ismert felmenője egy bizonyos Ändris Mozatzhart, aki 1486-ban szintén Augsburg körzetében élt. A Mozart család legkorábbi ismert tagjai építőmesterek, kőművesek, szobrászok, kézművesek voltak. A zeneszerző dédapja David Mozart (1620 körül–1685) kőművesmester volt Augsburgban, nagyapja, Johann Georg Mozart (1679–1736) pedig ugyanott könyvkötőmester. A család más apai felmenői Baden-Badenből és Ober Puschtainból származtak.

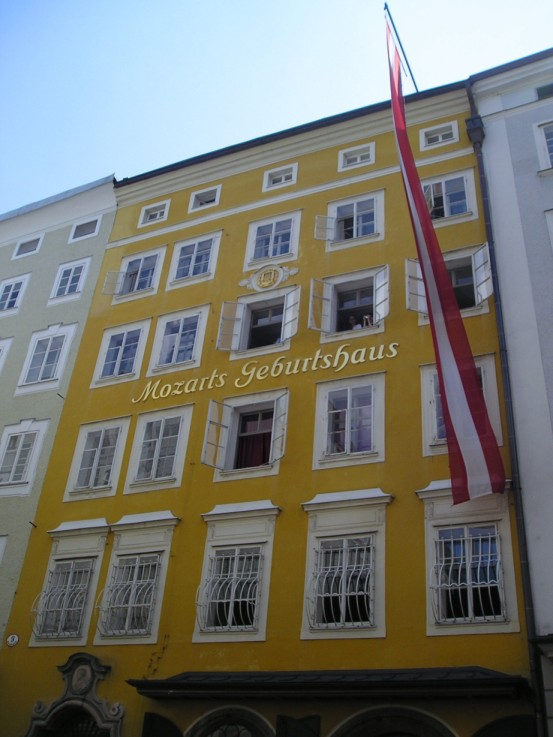
Mozart szülőháza

A zeneszerző apja, Leopold Mozart is Augsburgban látta meg a napvilágot 1719-ben. 1743-ban került Salzburgba, amikor is az érseki udvar zenekarának hegedűse lett. Ezekben az években ismerkedett meg Anna Maria Walburga Pertlttel, akit 1747. november 21-én vett feleségül. A Pertlt család javarészt Salzburg vidékéről származott, de egyik águk Krems-Steinben és Bécsben telepedett le. A család tagjainak többsége fizikai foglalkozást űzött, sokan közülük kertészek voltak.
A legtöbbre a zeneszerző anyai nagyapja, Nicolaus Wolfgang Pertlt vitte, aki elvégezte a jogi egyetemet, és körzeti elöljáró volt St. Gilgenben.
A Mozart házaspár az esküvő után egy gazdag kereskedő, Lorenz Hagenauer házában talált otthonra. A Hagenauer és a Mozart családot szoros barátság fűzte egymáshoz: gyermekeik együtt nőttek fel, Leopoldnak Lorenz Hagenauer volt a gazdasági és a pénzügyi tanácsadója, aki később jelentősebb összegekkel segítette elő a Mozart család európai körútjait. A Mozart házaspárnak összesen hét gyermeke született, közülük azonban csak ketten érték meg a felnőttkort (a zeneszerző, valamint nővére), hárman már kisgyermekkorukban elhunytak, ketten pedig nem sokkal élték túl nyolcadik életévüket.
Wolfgang szüleinek hetedik, egyben utolsó gyermeke volt. Amikor 1756. január 27-én megszületett, testvérei közül már csak ötéves nővére Maria Anna (becenevén Nannerl) volt életben. Wolfgangot másnap, január 28-án keresztelték meg a salzburgi dómban. A keresztelési anyakönyvbe Johannes Chrysostomus Wolfgangus Theophilus Gottlieb Mozart néven jegyezték be. A számos keresztnév mindegyikének megvolt a maga jelentése. A Johannes Chyrsostomus Aranyszájú Szent János egyházatyát idézte, akinek napja január 27-re esett; a Wolfgang (Farkas) nevet anyai nagyapja után kapta. A Gottlieb és a Theophilus ugyanannak a névnek a német és görög változata, jelentése ’Isten kedveltje’ vagy ’Istent kedvelő’. Mozart ifjú korában szívesen használta e név olaszos Amedeo alakját, később pedig rendszeresen franciásan Amadénak írta a nevét. A köztudatba átment latinos Amadeus névalakot, illetve első keresztnevét ő maga sohasem használta. A családja és a barátai is általában Wolfinak szólították.

### A csodagyerek
A zeneszerző életének első éveiről nem sok dokumentum maradt fent. Mindössze annyit lehet biztosan tudni, hogy a gyermek Wolfgang szeretett tarokkozni, és egy bizonyos céllövő játékot is szívesen játszott. A Mozart gyerekek nem jártak iskolába, az írás, olvasás és a számolás tudományát apjuktól sajátították el.

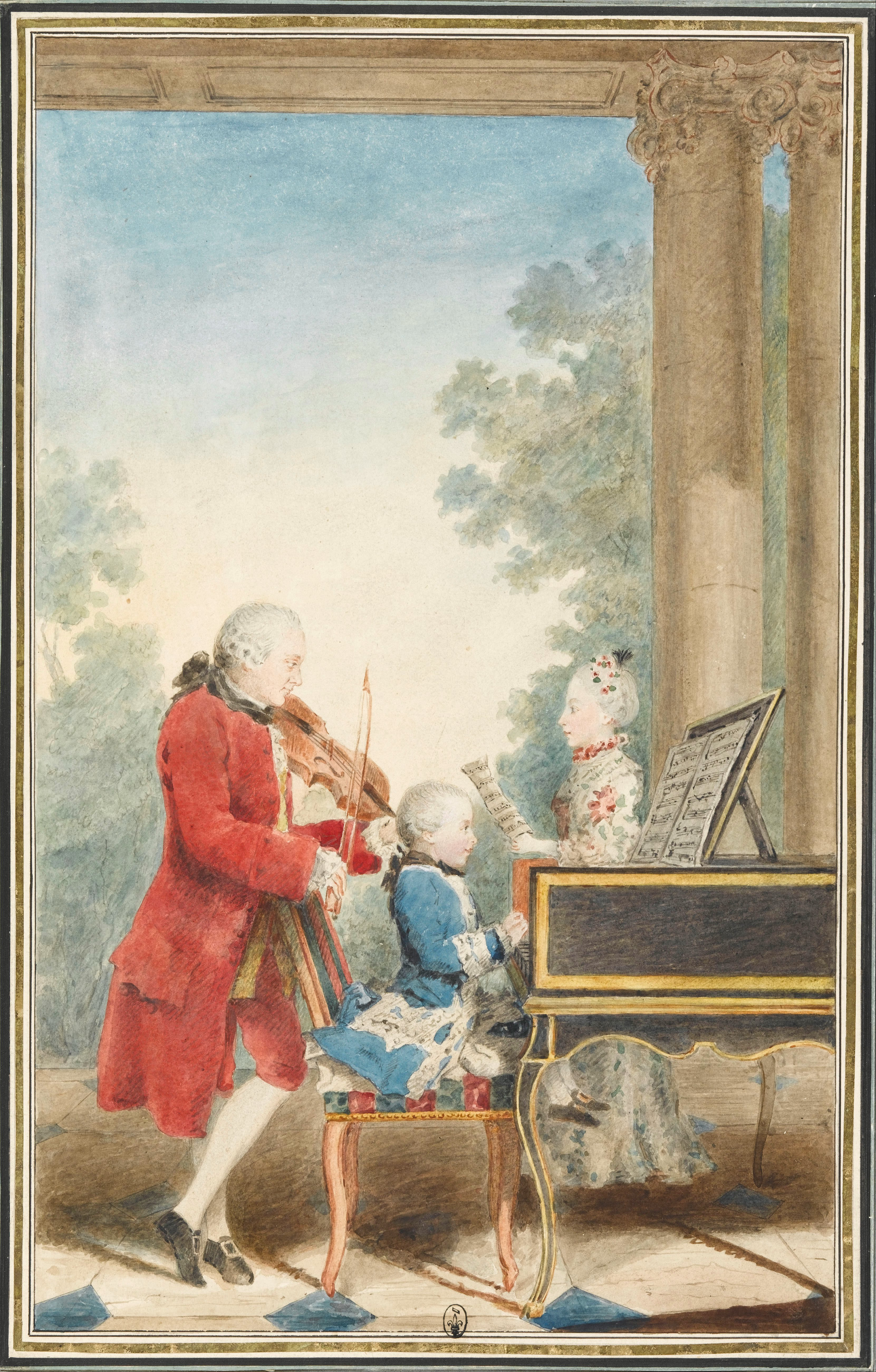
A Mozart család: Leopold Mozart, Wolfgang és Nannerl (Louis Carrogis Carmontelle vízfestménye)

Leopold Mozart az 1780-as években írt leveleiben részletesen taglalta, hogyan foglalkozott pár hónapos unokájával. Különböző hangokat szólaltatott meg neki zongorán és hegedűn, hol halkabban, hol hangosabban. Máskor énekelt neki, és közben ütötte hozzá a taktust. Eközben figyelte, hogy a csecsemő hogyan reagál a számára addig ismeretlen jelenségekre. Valószínűleg fiával is így foglalkozhatott, ezért nem túlzás azt állítani, hogy csecsemőkorától fogva oktatta zenére Wolfgangot. Nannerl feljegyzései szerint (amiket 1792-ben egy készülő Mozart-nekrológ számára vetett papírra) őt magát apja hétéves korától tanította billentyűs hangszereken játszani. Egy évvel később egy kottagyűjteményt kezdett el számára vezetni, amelyben saját és mások szerzeményeit jegyezte fel lánya számára.
Wolfgang érdeklődését hamar felkeltette a zene, gyakran töltött hosszú órákat a zongora mellett, terceket keresgélt a hangszeren, és mindig nagy örömére szolgált, ha ezekre rátalált. Mindössze négyéves volt, amikor apja elkezdett neki kisebb zongoradarabokat tanítani. Nannerl szerint öccse egy óra alatt megtanult egy teljes szonátát, fél óra alatt pedig egy menüettet. Olyan gyorsan haladt előre, hogy ötéves korában már kisebb zongoradarabokat gondolt ki, amelyeket bemutatott apjának, aki papírra vetette őket. Nannerl szerint Wolfgangot sohasem kényszerítette senki, hogy odaüljön a zongora elé gyakorolni vagy hogy komponáljon.
Több írásos dokumentum is bizonyítja, hogy apját rendkívüli örömmel és lelkesedéssel töltötte el fia tehetsége, aki 1761-ben – táncosként – egy zenés színpadi előadásban is szerepelt. A salzburgi akadémia színháztermében az év szeptember 1-jén adták elő Johann Ernst Eberlin karnagy Zsigmond, Magyarország királya című latin nyelvű színpadi művét, amelynek kinyomtatott színlapján a későbbi zeneszerző neve is megtalálható.
Nem sokkal ezután Leopold hegedűjátékra és éneklésre is elkezdte oktatni fiát, majd valamivel később az oktatást elméleti stúdiumokkal is kiegészítette: Wolfgangnak saját és más zeneszerzők kottáit kellett lemásolnia. Ezután orgonajáték, karmesteri és zeneszerzői ismeretek tették teljessé a kisfiú zenei tanulmányait.
Leopold Mozart mai szemmel nézve szigorú és keménykezű apa volt, de szigora és keménysége nem volt öncélú, Wolfgang sem érezte annak. A zeneszerző gyermekkorában nem érezte magát túlhajtottnak, inkább minden követelményre érettnek. A 18. századi Európában a zenei pályára szánt fiatal tehetségeket mindenütt hangszerük vagy hangjuk bűvészévé képezték ki. Mozart pedig rendkívüli érdeklődést mutatott a zene iránt, így annak, hogy hatéves korától nemigen érintkezett és játszott más gyermekekkel, nem feltétlenül apja ridegsége volt az oka. Valószínű, hogy akkor már bajosan lehetett volna eltéríteni a zenétől, számára a játékot elsősorban a hegedű- és zongoraleckék jelentették.
1762-ben kezdetét vette a Mozart család európai körutazása, amelynek során a fiatal zeneszerző a kontinens szinte valamennyi jelentős zenei központjába, fejedelmi és királyi udvarába eljutott. Még nem volt egészen hat esztendős, amikor apja és nővére társaságában Münchenbe utazott. Leopold ekkor kért először szabadságot a hercegérsektől. Lehetetlen lett volna számára az udvartól elszabadulnia, ha nem lettek volna befolyásos támogatói, akik olykor külhonba is kiközvetítették a családot. Müncheni utazásról nem sok dokumentum maradt fent. Az mindenesetre bizonyos, hogy a Mozart testvérek ekkor léptek fel először királyi udvarban: III. Miksa bajor választófejedelem fogadta őket, és meghallgatta játékukat. Február elején aztán a család visszatért Salzburgba, majd szeptember 18-án útra keltek a császárvárosba, Bécsbe. Az utat Passau, Linz, Mauthausen, Ybbs an der Donau és Stein[forrás?] érintésével tették meg. Linzben került sor Wolfgang első nyilvános hangversenyére, 1762. október 1-jén.

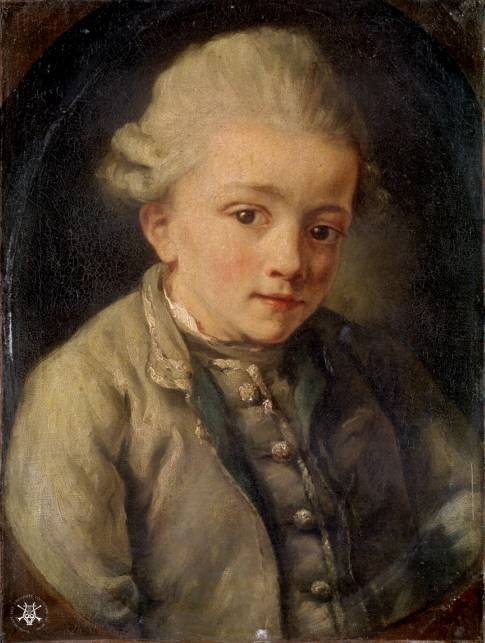
A gyermek Mozart Jean-Baptiste Greuze festményén, 1763-64 körül

Bécsbe október 6-án érkeztek meg, postahajóval. Nannerl és Wolfgang eleinte a bécsi arisztokrácia magánszalonjaiban lépett fel, majd október 13-án a schönbrunni kastélyban adtak hangversenyt Mária Terézia, Lotaringiai Ferenc és legkisebb leányuk, Mária Antónia főhercegnő jelenlétében. Leopold levelei alapján lehet tudni, hogy Wolfgang tehetsége ekkor vált általános beszédtémává az egész városban. Október 21-én ismét fogadta a Mozart gyerekeket Mária Terézia, majd amikor a fogadás után visszatértek szállásukra, Wolfgang rosszul érezte magát, belázasodott, és testén skarlátkiütések jelentek meg. Két hétig betegeskedett, majd miután felépült, a család tiszteletét tette a francia követnél, aki ígéretet tett Leopoldnak, hogy beajánlja őket francia és holland előkelőségeknél. Ezután két alkalommal (nézőként) részt vettek Mária Terézia gálavacsoráján, illetve folytatódtak a gyermekek szereplései főúri szalonokban is.
December 11-én néhány magyar nemes meghívására Pozsonyba utaztak, ahol Leopold könnyebben megbetegedett. Közben az időjárás is zordabbra fordult, így csak karácsonykor tudtak visszatérni Bécsbe. Januárban indultak haza, Wolfgangnak útközben ízületi fájdalmai támadtak, hazatérésük után pedig ízületi gyulladással nyomta az ágyat egy hétig. Apja azonban, éppen hogy hazaérkeztek, már a következő utazás tervét készítette elő. Ugyanis meg volt arról győződve, hogy gyermekei tehetsége isteni csoda, és neki az a legfőbb feladata, hogy ezt a csodát megismertesse a világgal, megfelelő nevelést biztosítva Wolfgang és Nannerl számára.
Leopoldnak azonban nemcsak gyermekeivel voltak nagy tervei. Első bécsi utazásai előtt a salzburgi érsek udvarában jóformán tudomást sem vettek róla. Az udvari zenekar hegedűse volt, de ennél tovább nem jutott. Amikor jobb zenei állások üresedtek meg, az udvarban senki sem gondolt rá. Utazásuk idején abban reménykedett, hogy megkaphatja a másodkarmesteri állást. Ezért leveleiben többször is célzott arra, hogy Bécsben is találhat magának megfelelő állást, de szíve még mindig hazahúzza. Végül elérte, amit akart: 1763 februárjában megkapta a másodkarmesteri kinevezést a salzburgi udvarban. Kinevezésének napja február 28-ára esett, ami történetesen az akkori hercegérsek születésnapja volt. Ez alkalomból volt lehetősége Wolfgangnak arra, hogy bemutatkozzon az érseki udvarnál. A Mozart család a tavaszt még Salzburgban töltötte, majd június 9-én kezdetét vette három és fél évig tartó európai körútjuk.

### Utazások Európában

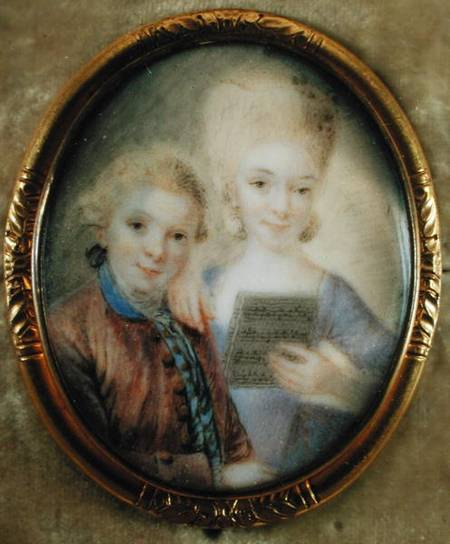
Wolfgang és Nannerl

Leopold gyermekeit elsősorban Párizsba és Londonba akarta eljuttatni, az akkori európai legjelentősebb zenei központjaiba, de elhatározta, hogy útközben minden olyan jelentősebb városban megállnak, ahol a gyermekek meghallgatásra és adományokra számíthattak. Még azokban a kisebb városokban is bemutatkoztak, ahol csak egy-egy éjszakát töltöttek: Mozart ekkor rendszerint a helybéli templom orgonáján játszott.
Június 12-én tíz napra visszatértek Münchenbe. III. Miksa bajor választófejedelem kétszer is fogadta őket, akárcsak unokatestvére, Kelemen herceg. Június 22-én Augsburgba utaztak, ahol találkoztak a régen látott családtagokkal és jó barátokkal, majd három nyilvános hangversenyt rendeztek Nannerl és Wolfgang számára. Ezután Mozarték Stuttgartba távoztak. A város akkoriban a württembergi herceg székhelye volt, aki azonban nem mutatott érdeklődést a csodagyerekek iránt. A Mozart családot nyári rezidenciájára, Ludwigsburgba rendelte, ahol ő maga nem jelent meg. Viszont a városban tartózkodott Niccolò Jommelli, a würtembergi udvar karmestere, a korszak híres operaszerzője, valamint a híres hegedűművész Pietro Nardini. Leopold Mozart mindkét zenésznél tiszteletét tette gyermekei társaságában.
Ezután Schwetzingenbe utaztak, ahol a pfalzi választófejedelem rezidenciája volt. Itt július 18-án hangversenyt rendeztek a Mozart család tiszteletére, ahol Nannerl és Wolfgang is fellépett. A család ekkor hallotta először játszani a mannheimi udvari zenekart, megismerkedtek koncertmesterével, Christian Cannabichhal (1731–1798) is. Ezután Heidelbergbe és Mannheimbe utaztak, ahol megtekintették az udvari operaházat, majd továbbmentek Wormsba, innen Mainzba vezetett az útjuk, ahol a választófejedelem éppen beteg volt, ezért csak egy hangversenyt tartottak. Ezután hajóra szálltak, és a Majnán átkelve Frankfurtba mentek. Itt több hangversenyt is adtak, és az egyiken jelen volt a későbbi költőfejedelem, Goethe is.

Mozart 1763-ban, Pietro Antonio Lorenzoni festménye

Frankfurtból a család Koblenzen és Bonnon át Kölnbe, majd Aachen és Liège érintésével Brüsszelbe utazott. Itt hosszas várakozás után meghallgatta őket Károly Sándor Emánuel főherceg (az Osztrák-Németalföld kormányzója). November 15-én aztán a család továbbutazott Mons, Valenciennes, Cambrai, Bonavis Péronne, Gournay sur Aronde és Senils érintésével Párizsba.
A francia fővárosban Eyck gróf, bajor követ házában kaptak szállást. Párizsban ügyük nehezen mozdult előre, egészen karácsonyig sehol sem léptek fel a gyerekek. Leopold megismerkedett Friedrich Melchior von Grimm báróval, aki befolyásos irodalmár, lapíró és kritikus volt, és aki azután egész párizsi tartózkodásuk alatt egyengette a Mozart család útját. Megszervezte a csodagyerekek bemutatkozó hangversenyét, majd Madame de Pompadourhoz (a király szeretője) fűződő baráti kapcsolata révén elérte, hogy a Mozart család felléphessen a királyi udvarban. December 24-én utaztak el Versailles-ba, ahol két hetet töltöttek. Részt vettek az udvari kápolnában tartott éjféli misén, majd a kápolna orgonáján Mozart többször bemutathatta orgonajátékát. 1764. január 1-jén végre a királyi pár is meghallgatta a csodagyerekeket. A koncert után a vacsoraasztalnál Wolfgang Maria Leszczyńska királyné mellett foglalt helyet, aki németül társalgott vele.
Leopold Mozart nem kis büszkeséggel írta, hogy „a gyerekek mindenkit megbolondítanak”. Vagyis a királyi udvarban nagy sikert arattak a Mozart gyerekek, akárcsak a Párizsban adott magán- és nyilvános hangversenyeken. Az előzetes terveket felrúgva, a család végül április 10-én hagyta el a francia fővárost. Calais felé vették útjukat, ott hajóra szálltak, átkeltek a csatornán, és április 24-én megérkeztek Londonba.

### Londonban

Maria Anna Mozart, Nannerl, W.A. Mozart nővére (1762)

A Mozart család összesen tizenhét hónapot töltött Londonban. Április 27-én a St. James’s Parkban már a királyi család előtt léptek fel. III. György és felesége, Zsófia királyné szívélyesen fogadta őket, Leopold nem győzte dicsérni a királyi pár kegyességét és közvetlen modorát. Két hét múlva került sor Wolfgang második londoni hangversenyére, ekkor a királyt elsősorban a kis Mozart zongorajátéka nyűgözte le. Több Händel- és Bach-kottát is elé tett, amiket a gyermek első látásra hibátlanul lejátszott. Wolfgang ezután a királynő énekét kísérte zongorán. A család első nyilvános hangversenyét azonban el kellett halasztaniuk, ugyanis Wolfgang megbetegedett.
Felépülése után, június 5-én került sor a gyerekek első nyilvános fellépésére. Júniusban már vége volt a szezonnak, de 4-én volt a király születésnapja. Erre az alkalomra pedig több nemesi család is felkereste a Londonban tartózkodó uralkodót, így Leopold Mozart úgy látta, hogy a másnapi hangverseny jó lehetőség fia bemutatkozására. A Mozart gyerekek összesen háromszor léptek fel az angol királyi pár előtt, és négy nyilvános hangversenyt adtak Londonban. Ezeken előadták Wolfgang első szimfóniáit is, amelyeket az út folyamán komponált.
A június 5-i hangverseny után – apja kérésének eleget téve – Wolfgang fellépett egy, a londoni közkórházak javára rendezett jótékonysági hangversenyen, június 29-én. Augusztusban Leopold Mozart megbetegedett, emiatt a család átmenetileg elhagyta a fővárost, és Chelsea-be költözött, ahol szeptember végéig tartózkodtak. Október 25-én a csodagyerekek ismét felléptek a királyi pár előtt, de ezután már egészen az év végéig semmilyen nyilvános szereplésre nem volt alkalmuk. 1764 őszén ugyanis a szokásokkal ellentétben III. György nem hívta össze a parlamentet, így a nemesség és a tehetősebb polgárok nagy része vidéken maradt.

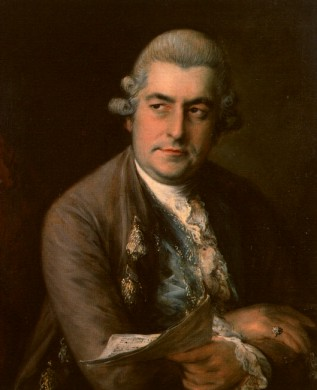
Johann Christian Bach, Mozart első „mestere”

A Londonban működő zeneszerzők közül elsősorban Johann Christian Bach gyakorolt nagy hatást a fiatal Mozartra. Bach a Mozart család szállásától nem messze lakott Londonban, így Wolfgang egymaga is át tudott sétálni a neves zeneszerzőhöz egy kis zenélésre. A londoni Bach tulajdonképpen a fiatal zeneszerző második mestere lett apja mellett. Gyakran improvizáltak együtt csembalón, és bár semmi sem igazolja, hogy a mester órákat adott volna Mozartnak, Wolfgang mégis sokat tanult tőle. Bach op. 1-es zongoraverseny-gyűjteménye nem sokkal Mozarték Londonban érkezése előtt jelent meg nyomtatásban. A műfaj ekkoriban még újdonságnak számított, és hamar felkeltette Mozart érdeklődését. Mi sem bizonyítja ezt jobban, mint hogy három akkoriban írt szonátáját Bach versenyműveinek hatására zongoraversennyé dolgozta át.
A Mozart gyerekek következő nyilvános hangversenye 1765. február 21-én zajlott le. Ezen az estén szólaltak meg először Wolfgang korai szimfóniái. Március közepétől kezdve Leopold Mozart több ízben is beharangozott egy esetleges újabb hangversenyt, de az időpontot egyre távolabbra tette. Végül valószínűleg május 13-án volt Mozarték utolsó nyilvános angliai hangversenye, valószínűleg nem nagy sikerrel. Erről az estéről Nannerl feljegyzései és Leopold levelei is hallgatnak. A csodagyerekek hamar elveszíthették varázsukat a közönség előtt, így elpártoltak mellőlük. Ennek következtében – várakozásaikban némileg csalódva – a család július 24-én végleg elutazott Londonból. Néhány napot eltöltöttek még Canterbury mellett, egyik pártfogójuk birtokán, majd augusztus 1-jén Doverben hajóra szálltak, és visszautaztak a kontinensre.

### Hollandia és Párizs
A Mozart család Calais-ból Dunkerque érintésével Lille-be utazott. Itt majdnem egy hónapig kellett vesztegelniük, ugyanis Wolfgang mandulagyulladást kapott. Szeptember végén aztán továbbutaztak Gentbe majd innen Antwerpenbe vezetett útjuk, ahol három napot töltöttek, és ahol Mozart a Miasszonyunk-templom orgonáján játszott. Rotterdamon át ezután Hágába érkeztek, ahol Nannerl megbetegedett. Hastífuszt kapott, napokig magas láza volt, erős hurut, szapora pulzus és hányinger kínozta. Mivel állapota rohamosan romlott, nemsokára felvette az utolsó kenetet, Leopold pedig arra készült, hogy lemondja a további utazásokat.

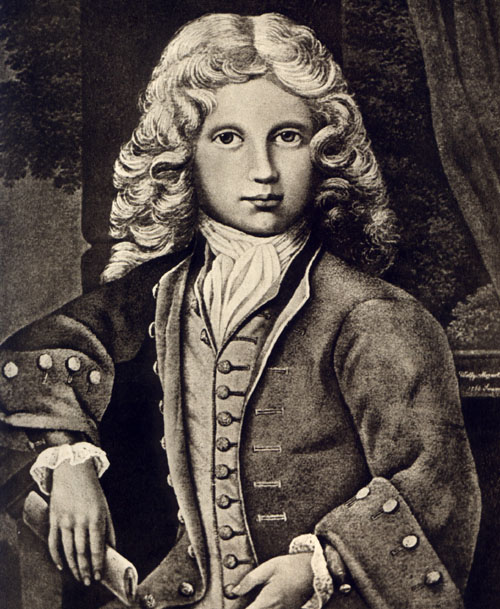
A 11 éves Mozart, J Vander Smissen képe

Nannerl végül szerencsésen felépült, csak az első udvari hangversenyeket kellett kihagynia. Nővére felépülése után azonban Wolfgang is elkapta a tífuszt. Így a gyerekek közös hangversenyeire legközelebb 1766 januárjában kerülhetett sor Hágában, Amszterdamban és Utrechtben.
A gyerekek betegeskedése miatt a család hollandiai tartózkodása igencsak hosszúra nyúlt, és ha már kényszerűségből ilyen sok időt voltak kénytelen eltölteni az országban, nem hagyhatták ki az orániai herceg, V. Vilmos hatalomba való beiktatására rendezett ünnepségsorozatot. Ennek keretében március 11-én a Mozart testvérek is felléphettek a királyi udvarban. Áprilisban még egy hangversenyt adtak Utrechtben, majd végleg elutaztak Hollandiából.
Június 10-én érkeztek vissza Párizsba Brüsszel és Valenciennes érintésével. A francia fővárosban július közepéig időztek. Ezután két hetet töltöttek Dijonban, négyet Lyonban, itt a gyermekek több hangversenyt is adtak, majd továbbutaztak Genfbe. Innen Bernbe mentek, ahol egy hetet töltöttek, szeptember 11-ével kezdődően, majd két hetet Zürichben. Október második felében Winterthurban és Schaffhausenben léptek fel. Fürstenberg herceg udvarában összesen kilenc hangversenyt adtak. Novemberben kezdetét vette utazásuk utolsó szakasza. Meßkirch, Ulm, Günzburg, Dillingen, Biberach és Augsburg után ismét Münchenben voltak. Egy teljes hónapot töltöttek a bajor fővárosban, ahol ismét felléptek III. Miksa előtt. Ezután Altötting és Laufen érintésével, november 29-én érkeztek haza Salzburgba.
Felmerül a kérdés, hogy Wolfgang számára ezek az utazások, a sorozatos, éjszakába nyúló fellépések, amelyek szakadatlan összpontosítást és ébrenlétet kívántak meg, nem voltak-e okozói bizonyos traumáknak. Nos a fiatal Mozart levelei és feljegyzései alapján a kutatók nem feltételeznek ilyesmit. Éppen ellenkezőleg: úgy látszik, hogy minden túlzott igénybevétel ellenére Wolfgang boldog volt. Elsősorban Angliában érezte magát nagyon jól, ahova egész életében visszavágyott. Ugyanakkor tény, hogy bizonyos tapasztalatok túl korán és túlságosan is összetorlódva érték. Az utazások fizikailag megerőltetőek voltak nemcsak az ő, hanem apja számára is, nem is beszélve a család nőtagjairól.

### Salzburg és Bécs

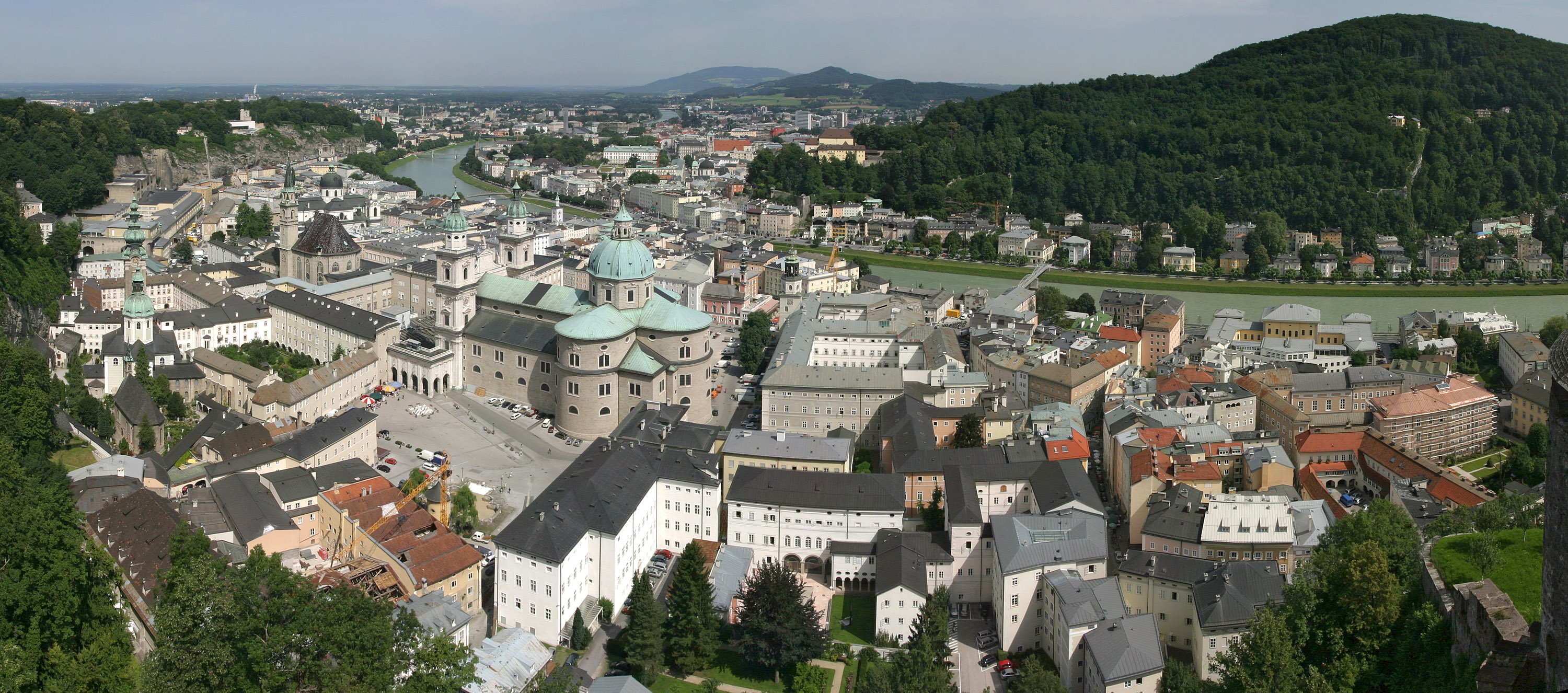
Salzburg látképe ma

A hosszú és fárasztó európai körút után a Mozart család csak néhány hónapot töltött otthon. Ebben az időszakban Wolfgang minden erejét és idejét a komponálásnak szentelhette. Végre hasznosíthatta a megszerzett tapasztalatokat. A hercegérsek megbízást adott neki, hogy komponálja meg egy három részes oratórium első tételét, amelyet 1767. március 12-én mutattak be az érseki udvarban. Az oratórium második részét Michael Haydn, a harmadik részét pedig Cajetan Adlgasser készítette el. A darab címe: Die Schuldigkeit des ersten Gebots (Az első parancsolat kötelezettsége).
Michael Haydn 1763 augusztusától működött Salzburgban, zenei stílusa igen nagy hatást gyakorolt Mozartra. Felnőttként is igen nagyra becsülte műveit, és személyes jó barátjának tekintette. A harmincéves zeneszerző és a tizenegy éves Mozart ebben az időszakban ismerkedhetett meg egymással személyesen is.
A kamaszkor küszöbén álló fiatal zeneszerző műveinek érettsége felkeltette III. Zsigmond salzburgi érsek (Sigismund Christoph von Schrattenbach) (1698–1771) gyanúját, aki végül elhatározta, hogy próbára teszi. Elrendelte, hogy zárják el Wolfgangot egy hétre úgy, hogy ne érintkezhessen senkivel. Majd megbízta egy oratórium komponálásával, amivel a fiú el is készült. A darabot nem sokkal ezután igen nagy sikerrel mutatták be április 17-én, a nagypénteki szertartás keretén belül. A szóban forgó oratórium a Grabmusik címet kapta.
Ezután Wolfgang egy zenés intermédium megkomponálására kapott megbízást. A darabot a városi gimnázium rendelte meg a tanévzáró ünnepségre. A latin nyelvű darab bemutatója május 13-án zajlott a salzburgi egyetem aulájában. Az Apolló és Jácint volt a szerző első színpadi alkotása, ha úgy tetszik, az első operája. Közben áprilisban, majd a nyári hónapokban Mozart négy zongoraversenyt is komponált.
Mozart valószínűleg sohasem részesült formális zenei képzésben, sőt, minden erre vonatkozó dokumentum azt látszik igazolni, hogy soha semmilyen szabályos oktatásban nem részesült. Az elemi iskolát sem végezte el, írni, olvasni és számolni az édesapja tanította meg. Ezenkívül már ebben az időszakban szert tett némi latin tudásra, ezenkívül már tudott valamennyire olaszul is (később némi angol és francia nyelvtudásra is szert tett).

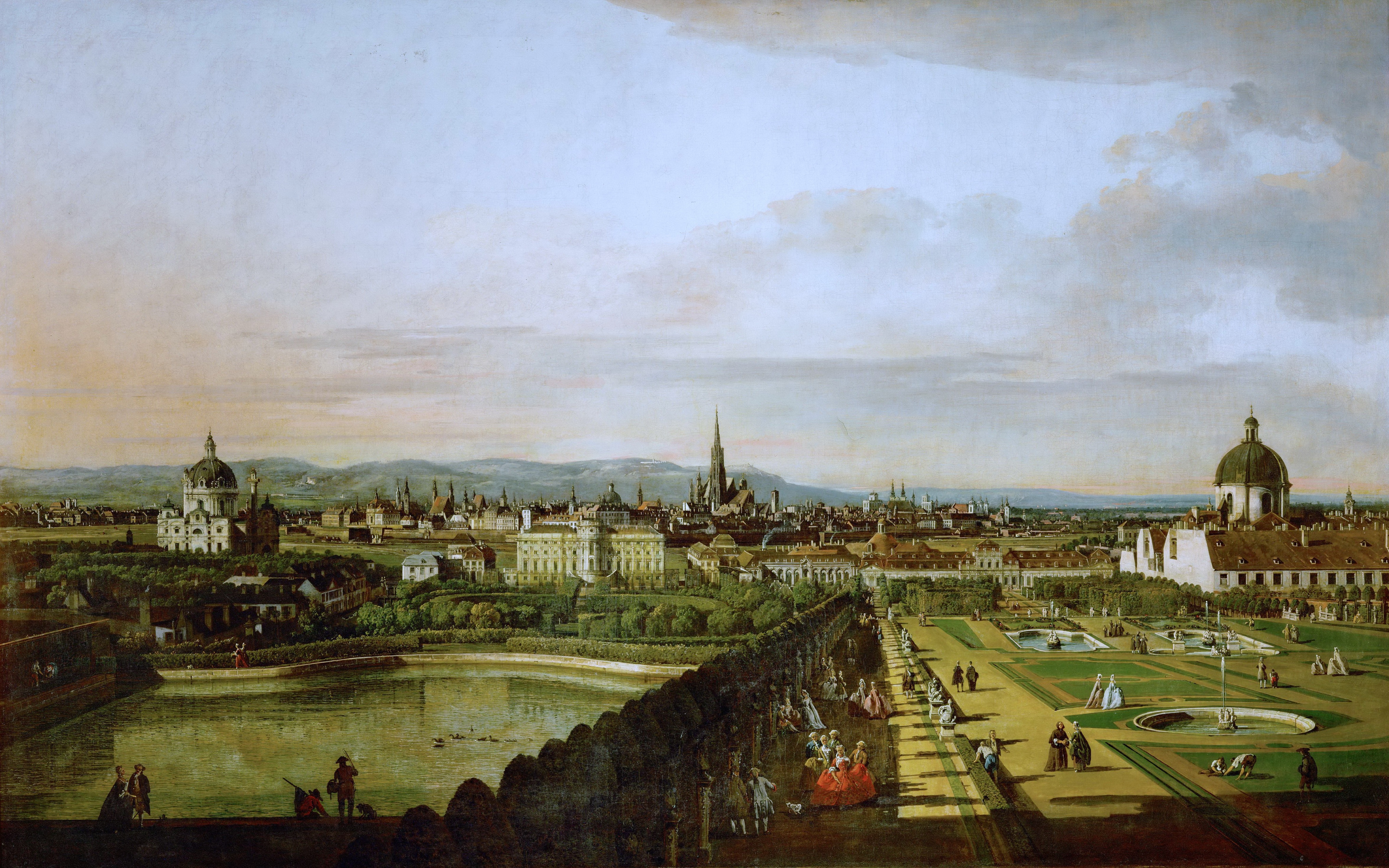
Bécs látképe 1758-ban, Bernardo Bellotto festménye

Leopold nem egészen kilenc hónap otthonlét után úgy döntött, itt az ideje, hogy ismét útra keljenek. Ezúttal egyből Bécs felé vették az irányt. Feltehetően az adta az ötletet az utazáshoz, hogy 1767. október közepére tűzték ki Mária Jozefa főhercegnő és IV. Ferdinánd nápolyi király esküvőjét. A Mozart család szeptember 11-én kelt útra, és 15-én már Bécsben voltak. Az ünnepségeket azonban váratlan csapás szakította félbe: a főhercegnő megbetegedett fekete himlőben, majd október 15-én belehalt a betegségbe. Mozarték október 23-án sietve elhagyták Bécset, ahol himlőjárvány volt kitörőben, Brünnbe, majd Olmützbe utaztak. Itt Podstatzky grófnál szálltak meg, aki a salzburgi érsek rokona volt, vagyis régi ismerős. Azonban minden óvintézkedés hiába volt: Mozart október 26-án rosszul lett, és egészen november közepéig küzdött a betegséggel. Amikor felépült, Nannerl esett ágynak, ő is elkapta testvérétől a himlőt.
Végül december 24-én felkerekedett a Mozart család, és visszautazott Brünnbe, ahol Franz Anton von Schrattenbach, a salzburgi hercegérsek testvére látta őket vendégül. December 30-án az ő közbenjárásának köszönhetően még egy hangversenyt is rendezhettek a városban. Január 10-én aztán visszatértek Bécsbe, itt nemsokára fogadták őket az udvarnál. A későbbi II. József császár állítólag kilátásba helyezte, hogy minden támogatást megad nekik, ha Itália osztrák tartományaiba vagy Nápolyba kívánnak utazni.
A császári családdal ellentétben a bécsi zenészkörök ellenségesen viseltettek Mozarttal szemben. Kerülték a fiatal zeneszerzővel való találkozást, amikor pedig a császár opera komponálásával bízta meg, mindent elkövettek, hogy megakadályozzák annak bemutatóját. Végül Erich Schenk, egy nápolyi származású üzletember lehetetlenítette el a bemutatót. Ugyanis, mivel ő rendelkezett a Burg- és a Kärtnertortheater haszonbérletének tulajdonjogával, a színházi ügyekkel kapcsolatban teljesen szabad kezet kapott. Azt is ő döntötte el, hogy mely színdarabokat és operákat mutathatják be a bécsi színházak.

Leopold Mozart, W. A. Mozart édesapja

Eleinte még hajlandó volt beleegyezni a bemutatóba, de aztán a bécsi zenészkörök (élükön Gluckkal) ténykedése miatt elállt a bemutató gondolatától. Ezután az énekeseket vették célba, akiket meggyőztek arról, hogy a darab áriái elénekelhetetlenül nehezek, majd a zenészeket heccelték fel, akik végül kijelentették, hogy nem akarják, hogy egy gyerek vezényelje őket. Az énekesek és a szövegkönyvet papírra vető Giuseppe Affligio (1722–1788) egymást okolták a bemutató elhúzódásáért.
Leopold Mozart felvette a kesztyűt, és minden tekintélyét latba vetve próbálta elhárítani az akadályokat a bemutató elől. Panaszait egy Species facti feliratot viselő iratban foglalta össze, amit 1768. szeptember 21-én a császárnak is elküldött. II. József azonban nem tett semmit, így a La finta semplice (A színlelt együgyű) bécsi premierjéből nem lett semmi. Ez a darab már egy igazi opera volt három felvonásban, két és fél órás játékidővel. Ez is mutatja a zeneszerző érettségét: még alig múlt tizenhárom éves, de már egy egész estét betöltő opera buffát tudhat magáénak.
A zeneszerző végül 1768. december 7-én léphetett fel először Bécsben. Ezen a napon szentelték fel a császári család jelenlétében a Mária születése árvaházi templomot. Mozart saját maga dirigálta az ez alkalomból komponált Missa solemnist. Ez a darab egyike volt első, nagyobb szabású egyházi műveinek.
Ha a La finta semplice bemutatójára nem is kerülhetett sor, egy másik Mozart-operát mégis előadtak Bécsben. Franz Anton Mesmer, korának híres orvosa és magnetikusa, kis házi színpadán, magánelőadás keretein belül színpadra állította a fiatal zeneszerző egyfelvonásos Singspieljét, a Bastien és Bastienne-t, ezzel némi elégtételt szolgáltatva Leopold Mozartnak. Azt nem lehet tudni, hogy a Mozart család melyik napon indult haza Bécsből, de biztos, hogy január 5-én értek vissza Salzburgba.

### Itáliai utazás

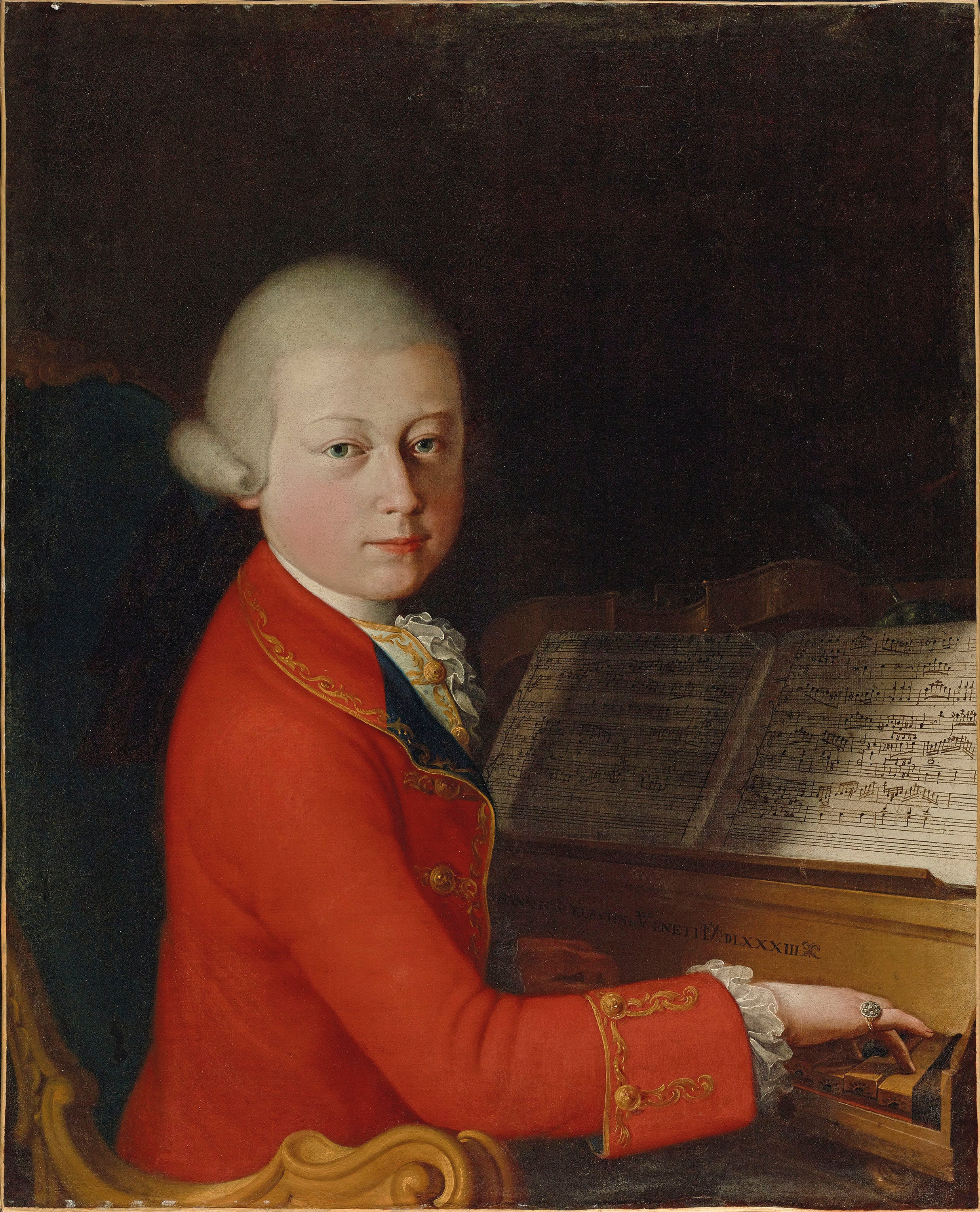
Saverio dalla Rosa festménye a 14 éves Mozartról (Verona)

A Mozart család közel egy évig maradt otthon. Hazaérkezésük után nem sokkal az érsek utasítást adott a La finta semplice színpadra állítására. Az előadásra feltehetőleg 1769. május elsején került sor az érseki palota Carabinieri-termének kis színpadán. November 14-én Schrettenbach az udvari zenekar harmadik, fizetés nélküli karmesterévé nevezte ki Wolfgangot, ugyanakkor engedett Leopold kérésének, és engedélyezte apa és fia eltávozását Itáliába. Leopold Mozart már régóta tervezte, hogy fiát, még mielőtt Wolfgang kinőne a gyermekkorból, Itáliába viszi. Kétségkívül elsősorban azért vonzotta Itália, mert ez idő tájt a stílusbeli újdonságok fő forrásának számított. Az indulás idejét december 13-ára tűzték ki. Leopold úgy döntött, hogy ezúttal csak ő és fia kerekedik fel, a család nőtagjait pedig Salzburgban hagyják. Ennek feltehetően az volt az oka, hogy Nannerl már kinőtt a gyermekkorból, és eladósorba került.
Johann Adolph Hasse még Bécsben ismerkedett meg a Mozart családdal, és megígérte, hogy Mozarték itáliai utazása esetén beajánlja őket a zenekedvelő főuraknál. Ígéretét be is tartotta. Elindulásuk előtt azonban Wolfgang még eleget kívánt tenni Cajetan Hagenauer felkérésének, aki gyermekkori játszópajtása volt, és aki pappá szentelése után első miséjét október 15-én mondta, és erre a jelentős eseményre Mozarttól rendelt zenét. Apa és fia csak emiatt indult útnak decemberben Itália felé.
Elsőként Innsbruckban álltak meg, ahol december 17-én Wolfgang Leopold Franz Künigl grófnál hangversenyt adott. Ezután Bressanonén és Bolzanón át Roveretóba utaztak. Itt december 26-án a székesegyházban orgonahangversenyt adtak, majd Trieszten át Veronába utaztak, ahol 1770. január 5-én adtak hangversenyt, aztán 16-án Mantovában léptek fel. Ezután két napot Cremonában töltöttek, majd Milánóba utaztak. Itt Mozart több hangversenyt is adott, operába és bálokra járt, valamint megismerkedett Karl Joseph von Firmian gróffal, aki ebben az időben Lombardia osztrák főkormányzója volt. A gróf annak a Leopold Anton von Firmiannak volt a fivére, akinél régebben Leopold Mozart is szolgált. A két Mozart a gróf palotájában kapott szállást, ezenkívül Firmian ellátta őket Parma, Bologna, Firenze, Róma és Nápoly előkelőségeihez címzett ajánlólevéllel. Az ő közvetítésével kapta meg Mozart első itáliai opera-megrendelését is. A fiatal zeneszerző ekkor írt először opera seriát.

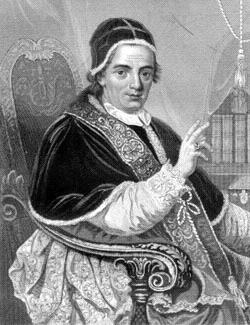
XIV. Kelemen pápa portréja

Az operát a karneváli szezonban tervezték bemutatni. Március 14-én Mozarték elhagyták Milánót. Március 24-én Bolognába érkeztek, ahol Pallavicini gróf palotájában adtak hangversenyt, majd kétszer meglátogatták Padre Martinit, a híres teoretikust és zeneszerzőt, akivel Mozart néhány fúgát is papírra vetett. Ezután találkoztak a híres kasztrált énekessel, Farinellivel is. Bologna után Firenzébe utaztak, ahol Mozart két alkalommal lépett fel magánhangversenyen. Ez idő tájt a városban tartózkodott egy másik csodagyerek, Thomas Linley is. Linley tehetséges hegedűművész volt, aki ugyanolyan csodagyerekként indult, mint Mozart, és ugyanúgy fiatalon hunyt is el. A két fiatal zenész jól megértette egymást és hamar összebarátkozott.
Apa és fia ezután Rómába utazott, ahol több előadást tartottak magánházaknál, és sok időt töltöttek városnézéssel. Ismeretséget kötöttek Pallavicini kardinálissal. A Sixtus-kápolnában meghallgatták Gregorio Allegri híres, kettős karra írt Misereréjét, amelyet az ottani kórus a saját tulajdonának tekintett. Később Mozart egyszeri hallás után emlékezetből lejegyezte az egész művet. Ezután a május 14. és a június 25. közötti időszakot Nápolyban töltötték, ahol számos koncertet adtak, és persze itt is sok időt töltöttek városnézéssel. Ezután visszatértek Rómába, ahol XIV. Kelemen pápa kitüntette Wolfgangot az Aranysarkantyú-renddel, és kihallgatáson fogadta a két Mozartot. Július 10-én végleg elutaztak Rómából, és visszatértek Bolognába. Itt töltötték a nyár hátra lévő részét Pallavicini gróf kastélyában. A zeneszerző ekkor kapta kézhez a Milánónak szánt operalibrettóját és szereposztását. Egy régi szövegkönyvet kellett megzenésítenie, a darab címe Mitridate, re di Ponto (Mitridate, Pontus királya).
Mielőtt a két Mozart búcsút mondott volna a városnak, az ottani Accademia Filarmonica, a sikeres felvételi vizsga után, beválasztotta tagjai közé a fiatal zeneszerzőt. Október közepén visszatértek Milánóba, ahol megkezdődhettek a Mitridate próbái. Az ősbemutató előtt három recitativo-próbát, két előzetes zenekari, két teljes próbát, valamint egy kosztümös főpróbát tartottak. A december 26-án bemutatott darab sikert aratott, és még huszonegy előadást ért meg. Az első három előadást a csembaló mögül maga a szerző dirigálta.
Ezután Mozarték január közepén Torinóba utaztak, majd pár napra visszatértek Milánóba, végül február 11-én Velencébe érkeztek, ahol egy hónapig időztek. Itt a Hagenauer család baráti vendégszeretetét élvezték, és egy hangversenyt is adtak. Ezután még ellátogattak Veronába, majd március 28-án visszatértek Salzburgba.

### AzAscanio Albábanés aLucio Silla

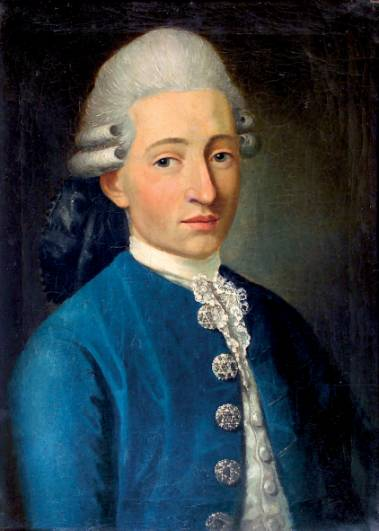
Delahaye festménye a komponistáról (1772)

Apa és fia végül március 28-án tért haza, és mindössze öt hónapot időzött otthon. Augusztus 13-án ismét útra keltek, és 21-én már Milánóban voltak, de az októberre rendelt opera szövegkönyvét csak szeptember első napjaiban kapta kézhez a zeneszerző. Wolfgang elképesztően rövid idő alatt írta meg a darabot, amely az Ascanio Albában címet viselte. Az első zenekari próbákra már a hónap végén sor került, a főpróbát október 14-én tartották. Az ifjú pár esküvőjére másnap került sor a milánói dómban. Két nappal később az ő jelenlétükben zajlott le az Ascanio Albában bemutatója a Teatro Regio Ducaléban. A fiatal komponista operája akkora sikert aratott, hogy teljesen háttérbe szorította Johann Adolf Hasse Ruggerio című, szintén az esküvőre készült operáját, amit egy nappal előtte mutattak be. Hasse gratulált a fiatal Mozartnak és megjegyezte: „Ez a fiú még mindnyájunkat a feledésbe taszít.”
Az Ascanio előadását másnap megismételték, a főherceg két másolatot is rendelt a partitúrából. A bemutató másnapján az emberek lépten-nyomon megállították a zeneszerzőt az utcán, és gratuláltak neki. Azonban az Ascaniót mindössze négyszer játszották, míg Hasse operája még novemberben is műsoron volt. November 9-én Hasse és Mozart abban a megtiszteltetésben részesült, hogy együtt ebédelhettek a kormányzóval. November végén Ferdinánd főherceg is fogadta Leopoldot és Wolfgangot. Mozarték december 5-én hagyták el Milánót.
December 16-án tértek vissza Salzburgba, ott értesültek III. Zsigmond salzburgi érsek aznap bekövetkezett haláláról. Utódjának Jeromos salzburgi érseket, Hieronymus Joseph Franz de Paulát, Colloredo grófját (1732–1812) választották. A gróf április végi beiktatási ceremóniájára komponálta Mozart következő színpadi művét, a Scipio álmát. 1772. augusztus 9-én az érsek Mozartot a salzburgi udvari zenekar főállású, fizetett koncertmesterévé nevezte ki. Mivel már megkötött szerződésük volt, engedélyezte apa és fia újabb itáliai utazását is.

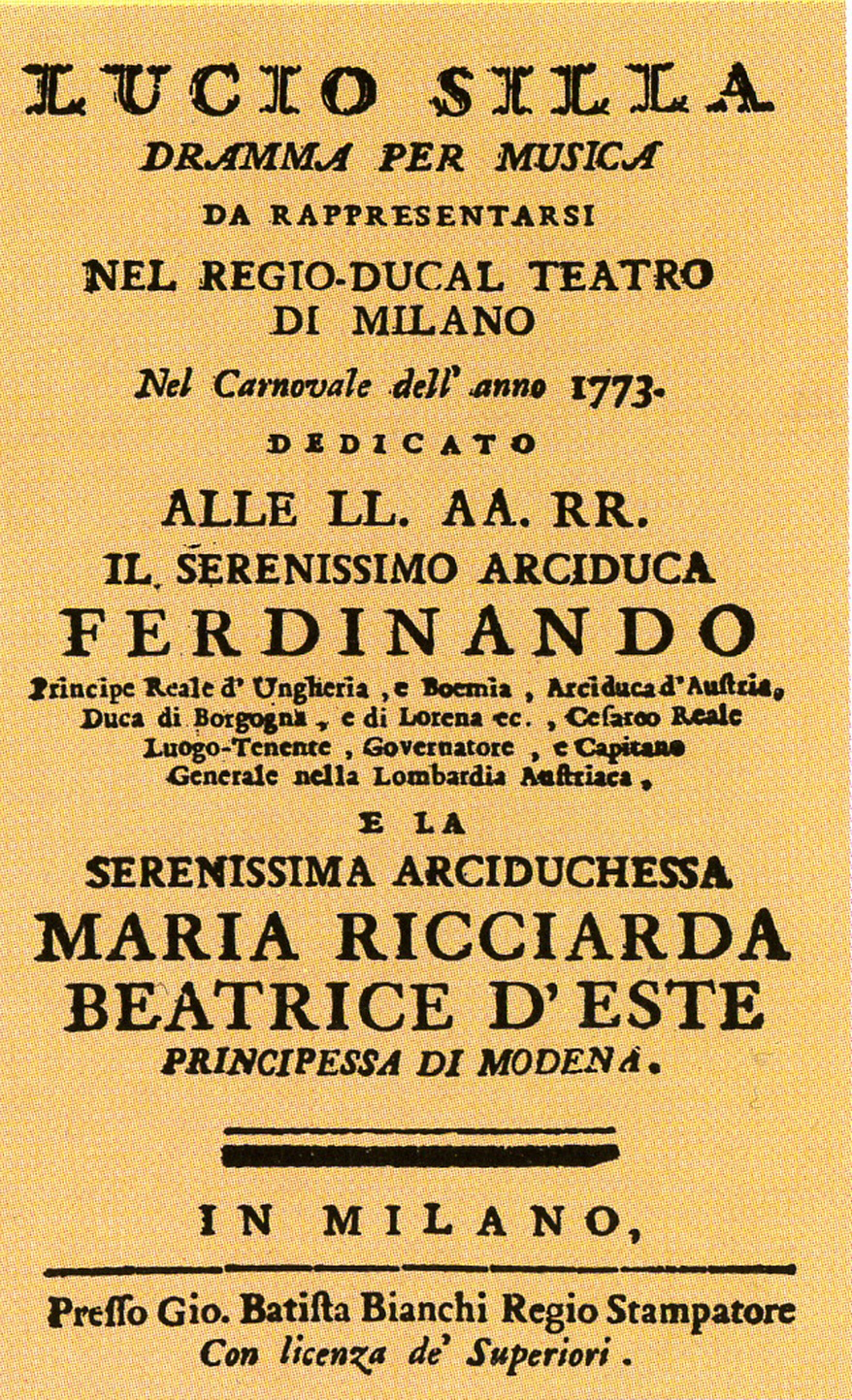
A Lucio Silla librettójának címlapja

Október 24-én Mozarték harmadszorra is elindultak Milánóba. Leopold korábban ragaszkodott salzburgi állásukhoz, de most szeretett volna más állást találni fiának. Mivel a librettót már időben kézhez kapták, Wolfgang már Salzburgban megírta a Lucio Silla recitativóit. A szövegkönyv Giovanni Gamerra, kezdő költő munkája volt. Nem tudni, hogy ő nem volt biztos magában, vagy a színháznak támadtak kifogásai a szöveggel kapcsolatban, de nem sokkal Mozarték Milánóba érkezése előtt azt elküldték Metastasiónak Bécsbe, hogy javítsa ki. Metastasio aztán kiigazította a szöveget, sőt, a második felvonásba egy teljesen új jelenetet is beiktatott. Ennek következtében Mozartnak újra kellett komponálnia a recitativók nagy részét. Miután ezzel végzett, azzal kellett szembesülnie, hogy a főszerepeket alakító énekesek közül még senki sem érkezett meg a lombard fővárosba. Így nem kezdhetett bele az egyes áriák és együttesek megkomponálásába (ugyanis általánosan elterjedt szokás volt, hogy azokat mindig az adott énekes képességeinek és kéréseinek megfelelően írták meg), így a recitativók után a nyitány dallamait vetette papírra.
November 18-ára az énekesek nagy része megérkezett, kivéve a női főszerepet alakító Maria Anna de Amicist, aki csak december 4-én jelent meg először a próbákon. Nem sokkal ezután megbetegedett a címszerepet alakító tenor, akinek a helyére kényszerűségből egy templomi énekest szerződtettek, akinek semmilyen színházi gyakorlata nem volt. A tenorista túljátszotta a szerepét, gesztusai, megnyilvánulásai megnevetették a közönséget. A premier így csúfos bukás volt, de december végén még ötször játszották az operát telt ház előtt, egyre növekvő sikerrel.
Leopold végül hiába próbálkozott a hercegnél, az nem alkalmazta sem őt, sem a fiát. Ferdinánd valószínűleg anyja parancsának engedelmeskedett, aki megtiltotta neki, hogy fölösleges fényűzésként udvari zeneszerzőt tartson. Közben apa és fia nem tettek eleget velencei operaszerződésüknek sem, így a lagúna városában is elszálltak a reményeik. Így jobb híján visszatértek Salzburgba.

### Újabb bécsi próbálkozások és operabemutató Münchenben
Július 14-én apa és fia ismét útra keltek. Ezúttal Bécset keresték fel, de nem lehet pontosan tudni, milyen szándékkal. Valószínűleg abban reménykedtek, hogy sikerül valamilyen jól jövedelmező állásra szert tenniük. Franz Anton Mesmer házában szálltak meg. Augusztus 5-én fogadta őket Mária Terézia. Nem sokkal ezután találkoztak Jean-Georges Noverre (1727–1810) balettmesterrel, akivel még Milánóban ismerkedtek meg. Noverre a drámai, cselekményes balett atyja volt, ekkoriban a Kärtnertor- és Burgtheaterben dolgozott. 1774. április 4-én a Theater am Kärtnertorban mutatták be Tobias Philipp von Gebler báró Thamos, Egyiptom királya című színdarabját, amelyhez Mozart írta a színpadi kísérőzenét.
Bécsi tartózkodásuk alatt Mozarték több régi ismerősükkel is találkoztak, valamint több új ismeretséget is kötöttek, de ezúttal sem sikerült állást találniuk Wolfgang számára. Végül szeptember végén csalódottan tértek vissza Salzburgba. Nem sokkal hazaérkezésük után, a Mozarték elköltöztek a Hagenauer családtól, végre megengedhették maguknak, hogy önálló lakást béreljenek.

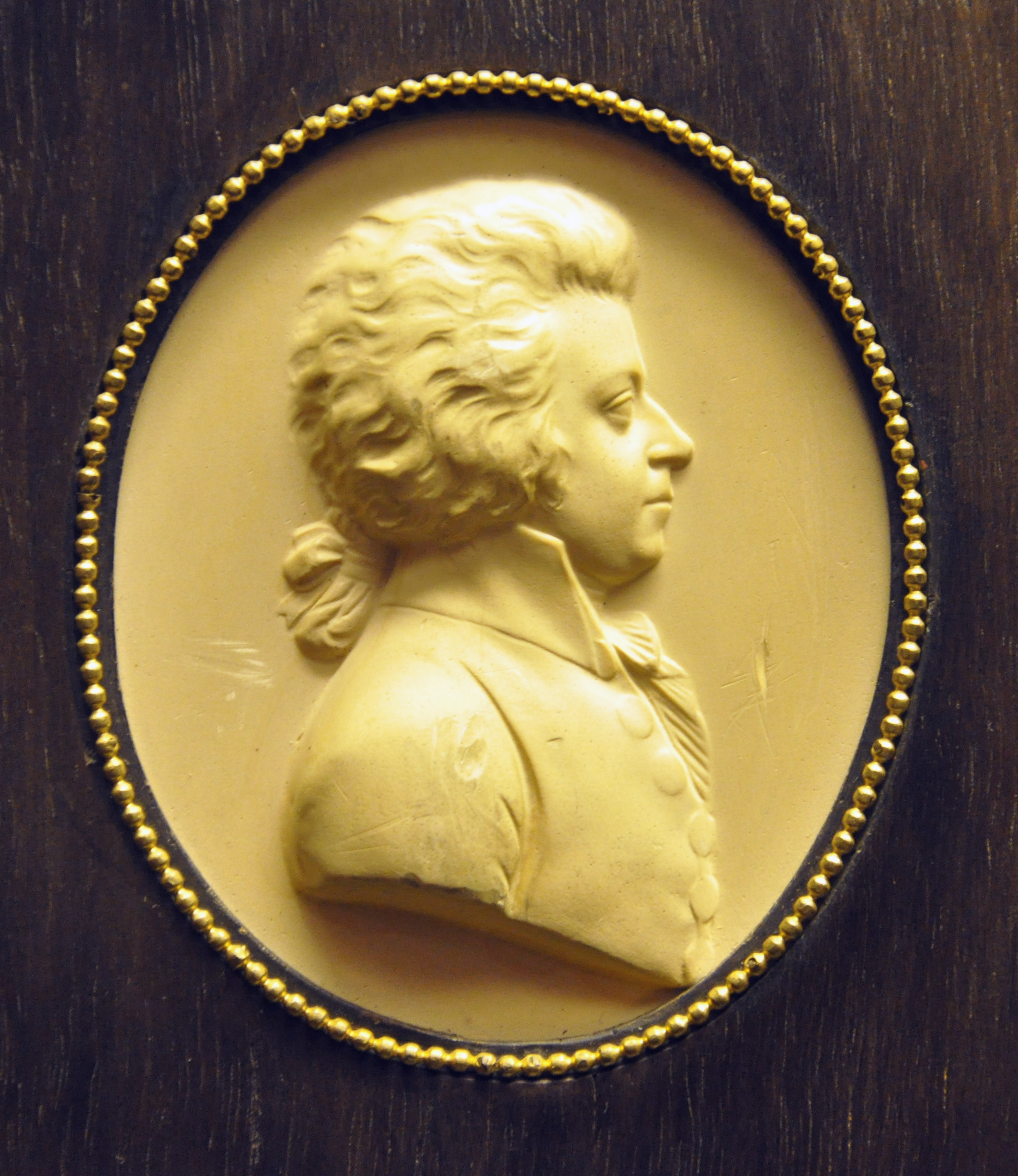
Dombormű Mozartról

Ettől az időszaktól kezdve Wolfgang egyre gyakrabban foglalkozott komponálással. Már a bécsi utazás alatt és előtt is több szimfóniát írt, Salzburgba való visszatérésük után nem sokkal pedig papírra vetette első moll szimfóniáját („Kis” g-moll szimfónia), amely szenvedélyes hangvételével jelentős előrelépést jelentett művészetében. Korábban a zeneszerző egyes életrajzírói magánéleti krízist gyanítottak e szimfónia mögött, de ezt semmilyen dokumentummal nem tudták alátámasztani. Az 1774 áprilisában keletkezett A-dúr szimfónia (K. 201/186a) ugyancsak mérföldkő volt a komponista életművében. Ebben Mozart a kamarazenei stílust személyes hangvétellel társította. A szimfóniák mellett 1774-ben több egyházi mű is kikerült Mozart keze alól, ezek nagy része az érseki udvar használatára, különleges alkalmakra készült.
Nyáron Mozarték újabb bécsi utazást terveztek, de erre vonatkozó kérésüket az érsek elutasította. Ugyanakkor nem ellenezte, hogy Wolfgang szerződést kössön egy müncheni színházzal egy, az 1775-ös karneváli szezonban bemutatandó opera megkomponálására. Apa és fia 1774. december 6-án indultak el a bajor fővárosba, az új operát (La finta giardiniera – Az álruhás kertészlány) a zeneszerző már Salzburgban megírta.
A Mozart család nőtagjai már régóta szerették volna látni Wolfgang valamelyik operájának színpadi előadását, de erre eddig nem volt lehetőség, hiszen Milánó elég messze van Salzburgból, és az utazás sokba került volna. München azonban közelebb van, a család pedig ekkor már anyagilag is jobban állt, így Leopold végül beadta a derekát: hozzájárult, hogy Nannerl utánuk utazzon Münchenbe.
Mozart nővére egy ismerős salzburgi család társaságában, január 4-én érkezett meg. Az álruhás kertészlányt eredetileg december 29-én akarták bemutatni, de ezt elhalasztották január 5-ére, hogy az énekesek jobban felkészülhessenek. Ezután az opera bemutatóját még egyszer elhalasztották, így arra csak január 13-án került sor, így Nannerl sem maradt le róla. A darab szép sikert aratott. A Mozart család az egész farsangi időszakot a bajor fővárosban töltötte, arra hivatkozva, hogy az opera további előadásain is részt kell venniük.
Az egyik énekesnő megbetegedése miatt Az álruhás kertészlány második előadását is többször el kellett halasztani, végül csak február végén került rá sor, a harmadik előadás pedig március 3-án zajlott le. Az operán kívül a zeneszerző két miséjét is előadták Münchenben. A család végül március 7-én tért vissza Salzburgba.

### Salzburgi évek

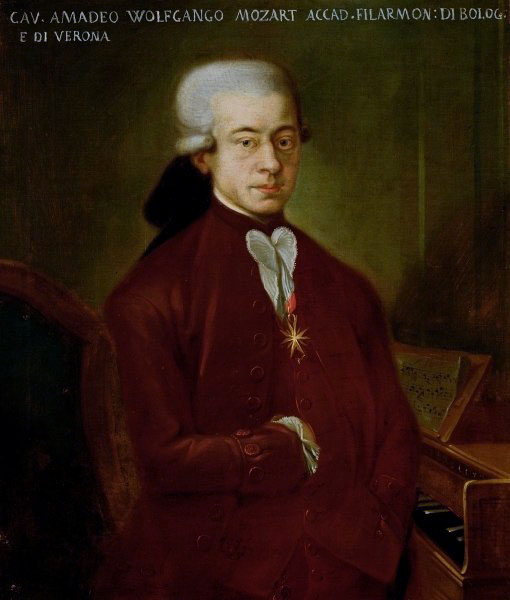
Padre Martini festménye Mozartról, 1777, Bologna

Életének következő éveit Mozart kétségkívül nyomasztónak érezte. A salzburgi zenei élet lehetőségei korlátozottak voltak, az érsek pedig ritkán adott neki engedélyt az eltávozásra. A zeneszerző visszavágyott abba a pezsgő zenei világba, amelyben gyermekként látványos sikereket aratott. Elégedetlenségét csak szította apja betegesen gyanakvó és nagyravágyó magatartása fia sorsát illetően. A két Mozart úgy látta, hogy nem sok jóindulatot várhat az érsektől, bizonytalannak érezték a sorsukat a szolgálatában.
Mindjárt hazaérkezése után a zeneszerző újabb színpadi mű komponálására kapott megbízást. 1775 tavaszán az érseki udvar előkelő vendéget várt. Miksa Ferenc főherceg, Mária Terézia legkisebb fia utazott át Salzburgon. A főherceg ekkor már magas egyházi rangot viselt, tiszteletére ünnepséget rendeztek az érseki udvarban, hangversenyeket és színielőadásokat tartottak. Jeromos erre az alkalomra adott megbízást Mozartnak Metastasio Il re pastore című színdarabjának a megzenésítésére. Az idő rövidsége miatt a szöveget eléggé megkurtították.
A pásztorkirályt 1775. április 23-án mutatták be. A darab nagy előrelépést jelentett Mozart operazenéjében, de a szöveg nem adott alkalmat a zeneszerzőnek a mélyebb jellemábrázolásra. A következő évben a Thamos, Egyiptom királya is elnyerte végső formáját. Mozart újra elővette, átdolgozta és kibővítette a művet. Kora ősszel olasz operatársulat járt a városban, számukra Mozart egy-egy betétáriát komponált.
1777 márciusában Leopold kérvényezte az érseknél ő és fia eltávozását. Jeromos nem méltatta válaszra alkalmazottját, aki augusztus 1-jével kérelmezte, hogy mentsék fel koncertmesteri és hegedűsi állásából. Ezután az érsek úgy határozott, hogy Wolfgang elutazhat, mert úgyis csak félállást tölt be az udvarnál, de Leopoldnak maradnia kell. Arra hivatkozott, hogy a császár érkezését várják, és minden zenészre szükségük van. Leopold úgy döntött, hogy akkor majd felesége kíséri el maga helyett Wolfgangot.

### Útban Mannheim felé
Leopold valószínűleg olyan készségeket tulajdonított feleségének, amivel az nyilvánvalóan nem rendelkezett. Anna Maria Walburga Pertl minden bizonnyal kénytelen-kelletlen egyezett bele, hogy ezúttal ő lesz fia útitársa, hiszen azelőtt mindig háttérben maradt. Nem tudjuk, pontosan milyen volt a kapcsolata a fiával, hogy Párizsi utazásuk egyes megállóhelyein mit csinált, amíg fia társasági életet élt.
A zeneszerző és édesanyja szeptember 23-án indult el Párizsba. Első megállóhelyük München volt, itt két hetet töltöttek. Azt remélték, hogy Wolfgangot majd alkalmazzák a fejedelmi udvarnál, de végül csalódniuk kellett. Pénztartalékaik szép lassan elapadtak, mivel hangversenyeket sem tudtak szervezni Mozart számára.

Anna Maria Pertl, W. A. Mozart édesanyja

A városban működő színház intendánsa szerette volna Münchenben tartani a zeneszerzőt. Felajánlotta neki, hogy alkalmazza titkáraként, évi 200 forintos fizetéssel, de ez az ajánlat nem volt túlságosan kedvező. Franz Albert, annak a fogadónak a tulajdonosa, ahol Mozarték is megszálltak, ezután azzal állt elő, hogy szervezzenek részvénytársaságot Mozart számára. Egy jómódú polgárokból álló, tíz tagú szervezetet képzelt el, akik havonta egy dukátot fizettek volna Mozartnak, de hogy ennek fejében milyen kötelezettségei lettek volna a komponistának, az a fennmaradt forrásokból nem derül ki. Feltehetően havonta hangversenyeket kellett volna adnia újonnan komponált műveiből a Fekete Sashoz címzett fogadó nagytermében. Albert komolyan vette a dolgot és csakhamar nyolc tagot toborzott össze a vállalkozáshoz, ami hosszabb távon megtérülhetett volna Mozartéknak, de Leopold kockázatosnak találta a dolgot. Leveleiben arra intetett fiát és feleségét, hogy mihamarább hagyják el a bajor fővárost, így ebből az ajánlatból sem lett semmi.
Ebben az időben a müncheni közkórházban ápoltatta magát Josef Mysliveček, az Itáliában népszerű, cseh származású operaszerző, akivel Mozarték még Nápolyban ismerkedtek meg. Nem tudta, hogy Wolfgang a városban van, ezért Salzburgba írt neki. Levelében előadta, hogy három nápolyi operamegbízása van a következőre évre. Mivel mindet úgysem tudja teljesíteni, egyet átengedne Mozartnak. Leopold továbbította az üzenetét fiának, és arra buzdította, hogy keresse fel a komponistát. Mysliveček azonban rövid ideig tartó levélváltás után nem adott magáról többé életjelt.
Münchent elhagyva anya és fia Augsburgba utazott, ahol apja utasításainak eleget téve Wolfgang két hangversenyt adott, október 16-án és 22-én. Mozart művészetében fordulópontot jelentett Johann Andreas Steinnel való megismerkedése, aki híres orgona- és zongorakészítő mester volt. A komponistának nagyon tetszett a Stein-féle kalapácszongora. Ilyenfajta hangszer már 1762-től volt a Mozart család birtokában, de Stein hangszereivel való megismerkedéséig a zeneszerző még jobbára pianofortéra írta szonátáit. Ezután kezdett el egyre inkább a kalapácszongora felé fordulni. A két hangverseny azonban siralmas eredménnyel járt, még a kéthetes augsburgi tartózkodás költségeit sem fedezte. Így innen is hamar tovább álltak, és október 30-án már Mannheimben voltak.

### Mannheim és a Weber család
Mozart idejében Mannheim a Német-római Birodalom egyik legjelentősebb kultúrközpontja volt. Ez Károly Tivadar választófejedelemnek volt köszönhető, aki 1743-ban lépett trónra, s a művészet és a tudomány bőkezű pártfogója volt, s a város zenekara európai hírnévre tett szert. Az 1770-es évek végén két jelentős karnagy is működött a városban: Christian Cannabich és Georg Joseph Vogler abbé. Mozart hamar barátságot kötött a zenekar vezető karnagyával, Ignaz Holzbauerrel, valamint Cannabichhal és körével. Voglert egyáltalán nem kereste fel, így a sértett abbé és annak hívei mindent elkövettek, hogy ellehetetlenítsék a zeneszerzőt a városban.

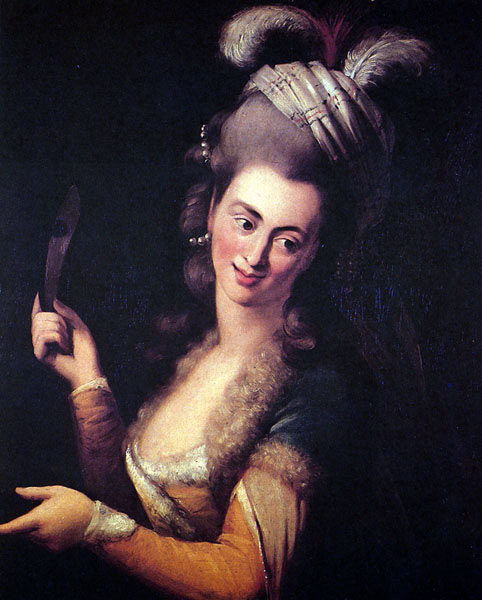
Aloysia Weber

A fejedelem hamar fogadta Mozartékat. Wolfgang a tudtára adta, hogy szívesen maradna Mannheimben, de az uralkodó nem ígért semmit, csak egy hónap múlva adta a tudtára, hogy nem tudja alkalmazni. Miközben a fejedelem válaszára várt, Mozart operaelőadásokat és koncerteket látogatott. A fejedelem elutasító válasza után még három hónapot maradt Mannheimben. Az évszak nem volt alkalmas az utazásra, így Wolfgang jobb híján tanítványokat vállalt, és néhány zeneművet írt, megrendelésre.
Közben Salzburgban meghalt az udvari orgonista. Leopold egyből meg akarta szerezni fiának az állást, így leveleiben elkezdte sürgetni Wolfi hazatértét. Azonban időközben Mozart anyja megbetegedett, így ha akart, sem tudott volna eleget tenni apja kérésének. Közben Wolfgangot egészen más tervek foglalkoztatták: értesült arról, hogy II. József német nyelvű operatársulat megalakulását szorgalmazza Bécsben, akik csak német nyelvű operákat (Singspieleket) adnának elő. Ezért arra kérte apját, hogy bécsi ismerőseitől érdeklődje meg, hányadán áll a dolog, és lenne-e esély arra, hogy őt is alkalmazzák a társulatnál. Leopold ezúttal egyetértett fiával. Felvette a kapcsolatot bécsi ismerőseivel, akik azt mondták, hogy okvetlenül szükséges lenne Wolfgang személyes jelenléte.
Mozart közben meghívást kapott Kircheim-Bolandba, az orániai hercegnőhöz. Az orániai hercegnő nem más volt, mint az a Nassau-Weilburgi hercegnő, aki annak idején Hollandiába invitálta a Mozart családot. Mozart nem anyja, hanem egy bizonyos Fridolin Weber kottamásoló (aki nagybátyja volt Carl Maria von Weber zeneszerzőnek) és lánya társaságában utazott el a hercegnőhöz. Weber két idősebb lánya (Josepha és Aloysia) híres énekesnők voltak. Mozart komolyan érdeklődött Aloysia iránt. Miután visszatértek Mannheimbe, elhalasztotta párizsi útjukat, és levélben sejtette az apjával, hogy Itáliába akar utazni, mert ott igazi primadonna válhatna szerelméből. Leopoldot feldühítette fia naivsága, és azonnal továbbállásra szólította fel fiát és feleségét. A családfő egyébként is folyamatosan utasításokat és jó tanácsokat küldözgetett fia után. Részletesen ecsetelte a lehetséges útvonalakat, amiket végigjárhatnának, hogy kit, miért keressenek fel stb. Végül megelégelte fia pletykálkodó leveleit és felelőtlen magatartását, és egy meglehetősen kemény hangú levélben határozottan utasította Wolfgangot, hogy haladéktalanul utazzék el Párizsba anyja társaságában.

### Ismét Párizsban
Mozarték Párizsban Grimm báró házában szálltak meg. A báró szenvedélyesen belefolyt a Gluck–Piccinni viszályba. Elfogult híve lett az olasz zenének és Piccinninek, és hamar átlátta, hogy ha Mozartnak sikerül megvetnie a lábát a francia fővárosban, akkor hamar háttérbe szorítaná Piccinnit. Ezért nemigen igyekezett segíteni Wolfgang párizsi karrierjének elindulását, viszont a zeneszerző személyes szolgálatait rendszeresen igénybe vette.

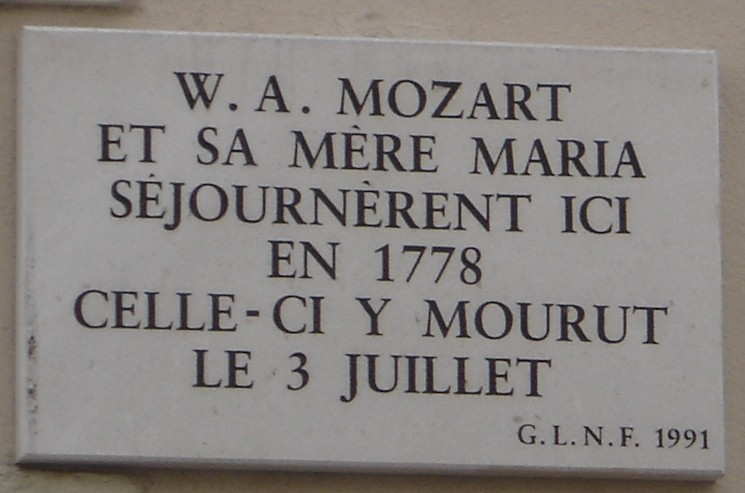
Emléktábla Párizsban, Mozart édesanyjának halála helyén

Mozart több megrendelést is kapott a Concert Spirituels nevű zenei társaságtól, de ezek közül végül csak a D-dúr „Párizsi” szimfónia bemutatója valósult meg (K. 297). Ezenkívül felajánlottak neki egy orgonistaállást is Versailles-ban, de a zeneszerző kevesellte a fizetséget, így végül nem fogadta el. Ígértek neki egy operaszövegkönyvet, de végül ebből sem lett semmi. Jean Georges Noverre viszont megkérte Mozartot, hogy komponáljon zenét legújabb balettjéhez, el is készítette a nyitányból és tizenhárom táncszámból álló Les petits riens (Kis semmiségek) balettzenéjét, a darabot június 11-én be is mutatták. Mindezek ellenére a zeneszerző nem szerette Párizst. Megvetette a francia zenét és ízlést, és képtelen volt kellő alázatot és tiszteletet mutatni leendő pártfogói felé, ráadásul rendszeresen cselszövésekre, ármánykodásra gyanakodott személye ellen.
Közben édesanyja május végén ágynak esett. Valószínű, hogy már a Párizsba tartó úton megtámadhatta legyengült szervezetét valamilyen betegség, mert egyik levelében arra panaszkodott, hogy megáztak a hintóban, és olyan erős szél fújt, hogy utána alig kaptak levegőt. Június 10-ig még volt benne elég erő ahhoz, hogy olykor-olykor elhagyja szállását. Ezután elvesztette hallását, kezelőorvosa pedig tehetetlen volt. Június 30-án felvette az utolsó kenetet, majd négy nap múlva meghalt.
Mozart közös utazásuk alkalmával elhanyagolta édesanyját, ezért apja több alkalommal keményen megfeddte leveleiben. Heteken át olcsó, rosszul fűtött, egészségtelen szállásokon tartózkodtak. Anna Maria mindezt eltűrte, leveleiben pedig igyekezett minél kedvezőbb színben feltüntetni fia csekély vagy kétes sikereit. Úgy látszik, hogy csendesen a háttérbe húzódva eltűrt mindent. Halála másnapján a St. Eustache-templomban ravatalozták fel, majd a St. Jean-Porte-Latine temetőben temették el.
Miután édesanyja betegsége súlyosabbra fordult, Mozart igyekezett mellette lenni. Haldoklása idején is higgadt tudott maradni, és leveleiben megpróbálta kíméletesen felkészítenie apját felesége halálára. Leopoldnak azonban ez túl sok volt. Nem lehet biztosan tudni, de valószínű, hogy anyja iránti hanyagságát sohasem tudta megbocsátani fiának, akivel a kapcsolata ettől kezdve fokozatosan romlani kezdett.

### Szakítása Aloysia Weberrel
Mozart szeptember 26-án hagyta el Párizst. Utazását Grimm szervezte meg, akivel egyre gyakrabban került konfliktusba párizsi tartózkodásának utolsó heteiben, először Nancyn át Strassbourgba érkezett, ahol három hangversenyt adott anyagi haszon nélkül, majd innen Mannheimbe utazott, ahol egy hónapig időzött. Miután Pfalz választófejedelmét, IV. Károly Tivadart megválasztották Bajorország választófejedelemévé, az Münchenbe tette át székhelyét, így a város híres zenekara feloszlott. A Weber család sem lakott már a városban, ők is a bajor fővárosba költöztek. Mozart újabb mannheimi látogatása nem szerepelt az előzetes tervekben, és nagyon bosszantotta Leopoldot, Wolfgang mégis decemberig maradt.

A Mozart család az anya halála után; Johann Nepomuk della Croce festménye, 1780

Utazásának következő állomása München volt. Itt apja bosszúságára a Weber családnál szállt meg. Aloysia időközben a városi opera ünnepelt primadonnája lett, és már nem érdeklődött a fiatal zeneszerző iránt. A lány valószínűleg sohasem táplált mély érzelmeket, csak átmeneti vonzódást érzett iránta. Wolfgangot viszont komolyan érdekelte a fiatal énekesnő, akiről úgy tartotta, hogy nagy jövő előtt áll. A kutatók többsége ma is Aloysiát tartja számon Mozart nagy szerelmeként.
Aloysia elsősorban két dolog miatt utasíthatta el Mozartot. A zeneszerző párizsi útját kudarcnak tarthatta, mégis féltékeny lehetett a zeneszerző hírnevére, úgy gondolhatta, hogy ha hozzámegy feleségül, akkor csak másodszerep jut majd neki a híres férj mellett. Az énekesnő egyébként Salzburgban is szerepelt, így Leopold is meggyőződhetett tehetségéről. Mindezek ellenére a két művész között nem szakadt meg a kapcsolat. Sokáig zenéltek együtt, Aloysia több Mozart-operában is fellépett, Wolfgang pedig több dalát és koncertáriáját kifejezetten neki írta.
A zeneszerző január 11-ig maradt a bajor fővárosban. Amellett, hogy Aloysia kegyeit próbálta elnyerni, természetesen koncerteket és színházi előadásokat is látogatott. Többek között megtekintette Georg Benda egyik melodrámájának előadását, és elhatározta, hogy maga is ír egy hasonló darabot. A Semiramis azonban félbemaradt, csak néhány jegyzet, töredék maradt fent belőle. A fejedelmi udvarral is felvette a kapcsolatot. Elisabeth Auguste fejedelemasszonynak ajándékozta a még Párizsban megjelent szonátasorozatának egyik dedikált példányát, de jól fizető udvari állásra nem sikerült szert tennie, ahogy operamegbízást sem kapott senkitől, hiába reménykedett benne. Így végül nem tehetett mást: január 11-én hazaindult Salzburgba.

### AzIdomeneo
Rögtön szülővárosába történő hazatérése után Mozart kérvénnyel fordult a hercegérsekhez, udvari orgonistai kinevezéséért. A székesegyházban, az érseki kápolnában és udvarban történő orgonálás mellett a kórusfiúk oktatása is az ő feladata volt. Ezenkívül komponálnia is kellett, az érsek igényeinek megfelelően. Az 1779–1780-ban eltelt egy év eseménytelen volt. Ebben az időszakban Wolfgang főként szimfóniákat és egyházi műveket vetett papírra, feltehetően megrendelésre. Ebből a korszakból származik néhány koncert is, valamint néhány divertimento és szerenád.

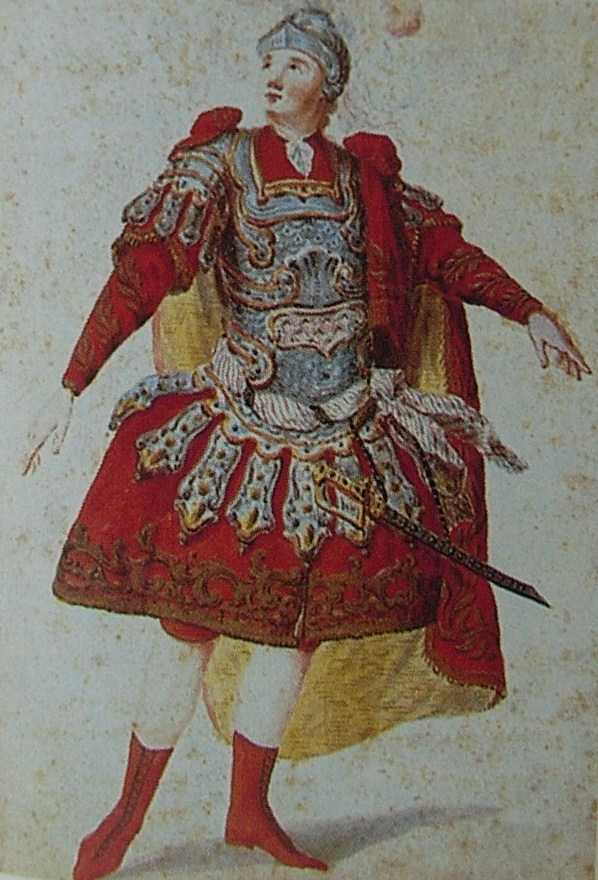
Anton Raaf Idomeneo szerepében

A zeneszerző közben változatlanul nagy érdeklődést tanúsított a színházi zene iránt. 1780 szeptemberében Emanuel Schikaneder vándorszíntársulata látogatott el Salzburgba. Mozart valószínűleg az ő felkérése fogott bele egy német nyelvű daljáték komponálásába, a munka már előrehaladott állapotban volt, amikor a müncheni színháztól felkérést kapott egy opera seria megírására, amit az 1781-es karneváli szezonban terveztek bemutatni. Mozart ezért félretette a daljáték komponálását, és nem is vette elő újra, így a Zaide befejezetlen maradt.
A müncheni színház nem gondoskodott a megrendelt opera szövegkönyvéről, így Mozart végül Giambattista Varescót kérte fel, hogy készítse el a librettót. Varesco salzburgi udvari káplán és műkedvelő poéta volt. Miután elnyerte az érsek hozzájárulását az utazáshoz, november 5-én útnak indult Münchenbe. A komponáláshoz már Salzburgban hozzálátott, így mire megérkezett a bajor fővárosba, rögtön megkezdhették a próbákat. Ez volt az első alkalom, hogy Mozart nem zenésítette meg minden fenntartás nélkül a szövegkönyvet. Hamar feltűntek neki a librettó fogyatékosságai, így nem egy esetben eszközölt változtatásokat a szövegen. Verasco indokolatlanul bőbeszédű volt. A recitativók esetében ez nem volt akkora probléma, hiszen azokat könnyen meg lehetett kurtítani, de az áriáknál már nem volt ilyen egyszerű a helyzet, ugyanis azoknak nemcsak cselekményhordozó, hanem zenei funkciójuk is van.
Varesco nem könnyen állt kötélnek. Csak hosszas huzavona után egyezett bele, hogy bizonyos jeleneteket elhagyjon, átírjon vagy lerövidítsen. Mozart a szövegkönyvíró után az énekesekkel is konfliktusba került. Az ősbemutatón a címszerepet Anton Raaffra (1714–1797) osztották, aki ekkor már hatvan év fölött volt. A nagy hírű énekesnek nem tetszettek szólama túlságosan magas részletei, de olykor a mély részeket sem érezte méltónak önmagához. Wolfgang persze nem tehetett mást, itt-ott változtatott egy kicsit a zenei anyagon. Nagyobb problémát okozott neki az Idamantest megformáló kasztrált énekes és az Arbeces szerepét alakító Domenico de’Panzacci. Mozart lesújtó véleménnyel volt a két énekes tehetségét és technikai felkészültségét illetően, így nem volt egyszerű feladat viszonylag elfogadhatóan betanítani szerepüket.
Minden nehézség ellenére az 1781. január 29-én lezajlott ősbemutató nagy sikert aratott. A zeneszerző apja és nővére is jelen volt az előadáson, a zenekart valószínűleg Christian Cannabich (1731–1798) vezényelte. A Mozart család Münchenben maradt egészen a karneváli időszak végéig, majd Augsburgba utaztak.

### Szakítás az érseki udvarral
Mozart csak pár napot időzhetett rokonainál, ugyanis Jeromos érsek március első napjaiban Bécsbe rendelte. Az érsek beteg édesapját, Rudolph Joseph von Colloredo (1706–1788) birodalmi alkancellárt látogatta meg a császárvárosban. A herceg kíséretében zenészek is helyet kaptak, és szüksége volt Mozartra is, hogy minél jobban elbűvölje a helyi előkelőségeket.
Jeromos nem tudott bánni Wolfganggal, a zeneszerző pedig nem tudta kezelni az érseket. Így nem meglepő, hogy előbb-utóbb kenyértörésre került sor köztük. Az érsek keménykezű, vaskalapos ember hírében állt, aki ugyanakkor nagyon művelt és kedvelt időtöltése az olvasás mellett a hegedülés volt. Jeromos udvari szolgálatra rendelte magához Mozartot, aki igen megalázónak érezte már korábban is a hercegi udvar vele szemben tanúsított magatartását. Bécsben az érseki rezidencián lakott, de csak a szolgálókkal étkezhetett, libériát kellett viselnie, és nemesi házaknál kellett előszobáznia. Ezenkívül megtiltották neki, hogy az udvari szolgálaton kívül koncertezzen. Mozart megalázónak érezte ezt a bánásmódot, és szégyellte helyzetét az ismerősei előtt.

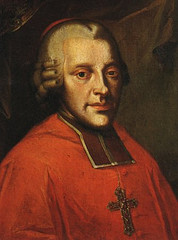
Jeromos salzburgi érsek

Természetesen Leopold mindent elkövetett, hogy fiát lecsendesítse. Mindenáron el akarta érni, hogy Wolfgang továbbra is az érsek szolgálatában maradjon, de Mozart egyre inkább azt hangoztatta leveleiben, hogy nem lesz hercegek szolgálója. Jeromos, miután többször elhalasztotta, végre május 9-ére tűzte ki Mozart hazautazásának dátumát, miután hetekkel előtte feloszlatta bécsi udvartartását. A zeneszerzőt minden előzetes figyelmeztetés nélkül kitették az érseki rezidencián neki berendezett lakosztályból, ezért Mozart a Weber családnál húzta meg magát. Ezután lázasan igyekezett összegyűjteni útiköltségét, de több házi hangverseny után nem kapta meg a fizetségét, az elutazás időpontja pedig vészesen közeledett. Így végül meghallgatást kért az érsektől, hogy néhány nap haladékot kapjon, de ezt Jeromos nem adta meg. Miután elutasította Mozart kérését, válogatott szidalmak között elzavarta. Nem meglepő, hogy Wolfgang másnap beadta a felmondását.
Az érsek nem akarta mindjárt elbocsátani, megpróbálta jobb belátásra bírni. Főkamarása, Karl Joseph Felix, Arco grófja (1743–1830) hiába győzködte a zeneszerzőt. Mozart június 8-án „végzetes sértésre” (hogy mi volt az, azt nem részletezte levelében) ragadtatta magát. A gróf ezután kidobatta a palota ajtaján, miközben fenékbe is rúgta, hivatalosan azonban nem mentették fel a szolgálat alól. A gróf átvette ugyan a felmondó levelet, de nem közvetítette azt az érseknek. Mozart ezután még két felmondó levelet fogalmazott meg, és nyújtott át Arcónak, de egyikre sem kapott választ. Mind a három levelet válasz nélkül visszakapta.
A zeneszerző eleinte bizonygatta apjának, hogy nem hagyja annyiban a dolgot, és elégtételt követel magának a gróftól. Fennen hangoztatta, hogy levélben üzeni majd meg neki, hogy jó néhány pofonra és egy fenékbe rúgásra számíthat tőle, de végül lecsendesedett, és nem tett semmit.

### Constanze Weber

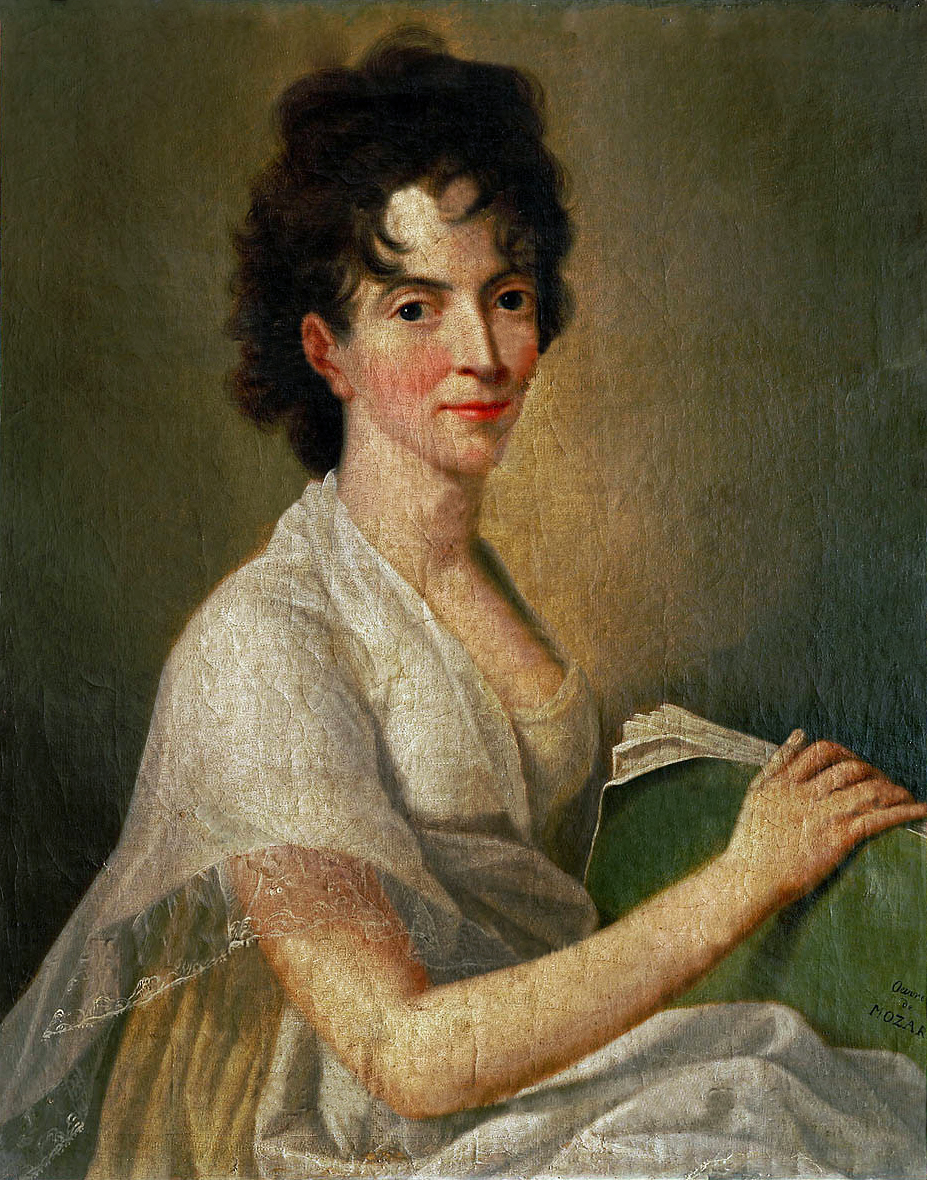
Constanze Weber, Hans Hansen festménye

Miután végleg szakított az érseki udvarral, Mozart úgy határozott, hogy Bécsben telepedik le. Egy hozzá hasonló zenésznek és zeneszerzőnek nem lett volna szabad, hogy gondot okozzon jövedelmező állást találnia. Mozart egész életében zsíros udvari állásra szeretett volna szert tenni, azonban nagyon meggondolatlan és sokszor leplezetlenül őszinte volt, amikor zenésztársairól beszélt. Csak a legnagyobb zeneszerzőket (Gluck, Haydn, Bach, Händel) és a legígéretesebb tehetségeket (Beethoven) dicsérte, másokról ritkán tudott jót mondani. Hajlamos volt pimaszul és dölyfösen viselkedni, ennek következtében igen kevés barátja volt zenei körökben. Természete és jelleme nem könnyítette meg helyzetét.
Miután állás nélkül maradt, haladéktalanul gondoskodnia kellett a megélhetéséről. Ekkor még csak egy zongoratanítványa volt Bécsben, illetve május közepén sikerült szerződnie az Artaria zeneműkiadóval, hat hegedű-zongora szonáta kiadására. Ezek közül hármat korábbi művei közül válogatott ki, másik hármat pedig újonnan komponált. Még ebben a hónapban fogadta Thun grófné is, akinek szalonjában az Idomeneo részleteit adta elő. A zene nagyon megtetszett Rosenberg grófnak, aki udvari szolgálatban állott, és megbízta Gottlieb Stephanie-t, hogy keressen operatémát Mozart számára. A zeneszerző új művét a II. József kezdeményezésére alapított német operatársulatnak szánták.
Közben Jeromos érsek és kísérete visszatért Salzburgba, ahol a hercegi udvar néhány befolyásos tagja mindenféle híreszteléseket terjesztett Mozartról Salzburgban, és gondoskodtak arról, hogy ezek a pletykák Bécsbe is eljussanak. Ez természetesen csak tovább szította Leopold Mozart haragját fia, illetve ellenszenvét annak terveivel szemben.
Nyilván az is csak olaj volt a tűzre, amikor megtudta, hogy Wolfgang az időközben Bécsbe költözött Weber családnál szállt meg. A család 1779 őszén költözött a császárvárosba. A családfő akkorra már meghalt, az egyedül maradt özvegy pedig azzal egészítette ki jövedelmét, hogy lakásuk egy-egy szobáját bérbe adta. Mozart tehát bérlőként került ismét kapcsolatba a Weber családdal. Aloysia ekkorra már férjhez ment Joseph Langéhoz, aki udvari színész és műkedvelő festő volt. A zeneszerző pedig egy idő után annak húga, Constanze iránt kezdett el gyengéd érzelmeket táplálni. Az emberek hamar a szájukra is vették őket: Mozart nem győzött magyarázkodni apjához írt leveleiben, hogy a pletykákból egy szó sem igaz.

Joseph Lange befejezetlen festménye Mozartról

Leopold továbbra is nagyon ellenszenvesnek találta a Weber családot, meg volt arról győződve, hogy az özvegy Weberné mindent elkövet, hogy Mozartot mint jó partit megkaparintsa egyik leánya számára. Holott a valóság ennek az ellenkezője volt: amint Weberné fülébe jutottak a pletykák Wolfgangról és Constanzéról, felszólította a zeneszerzőt, hogy költözzön el. Ez július közepén meg is történt. Ekkor már elkezdte új operája komponálását, de azt a költözködés miatt félbehagyta.
Ezután három hónapig egy szót sem írt haza a Weber családról apjának. Persze attól még naponta ellátogatott hozzájuk, ami azt eredményezte, hogy szép lassan komoly szerelemmé kezdett érni Constanze iránt táplált rokonszenve. November első napjaiban meglepő lépésre szánta el magát: átköltöztette szerelmét pártfogójának, Waldstätten bárónénak a házába. Ott könnyebben találkozgathattak. Egy hónappal később aztán a bárónő megbetegedett, Constanze pedig visszatért anyjához. Az eset után Weberné megtiltotta lányának, hogy egyáltalán elhagyja a házat. Közben Mozart elhatározta magát, és feltárta érzelmeit apja előtt. Levélben közölte vele, hogy komoly szándékai vannak, és házasodni akar. Azonban nemcsak Leopold ellenkezésével, hanem Weberné ellenszenvével is meg kellett küzdenie. Az özvegy még mindig nem tartotta partiképesnek a zeneszerzőt, ezért elriasztása érdekében felbiztatta lányai gyámját, Johann Thowartot, hogy vonja Mozartot felelősségre. A fiatalember vagy szüntesse be a látogatásait, vagy adjon írásbeli házassági kötelezvényt. Mivel Mozart szerette Constanzét, elkészítette a kötelezvényt, így történt meg az eljegyzés.
A párnak házasságuk 9 éve alatt hat gyermeke született, négy fiú és két lány, akik közül négyen még csecsemőként meghaltak, bizonyára valamilyen korabeli, gyakori gyermekbetegség következtében.
- Raimund Leopold Mozart (Bécs, 1783. június 17. – 1783. augusztus 19.)
- Carl Thomas Mozart (Bécs, 1784. szeptember 21. – Milánó, 1858. október 31.)
- Johann Thomas Leopold Mozart (Bécs, 1786. október 18. – 1786. november 15.)
- Theresia Maria Anna Mozart (Bécs, 1787. december 27. – 1788. június 29.)
- Anna Maria Mozart (Bécs, 1789. november 16. – 1789. november 16.)[59]
- Franz Xaver Wolfgang Mozart (Bécs, 1791. július 26. – Carlsbad, 1844. július 29.)

### ASzöktetés a szerájbólés egybekelése Constanzével
1782 tavaszán Mozart minden vasárnap délben Gottfried van Swieten báróhoz volt hivatalos, aki nagy rajongója volt a késő barokk muzsikának (ez akkoriban különcködésnek számított), gyűjtötte Händel és Bach műveit is. Ő ismertette meg Mozartot a barokk zene e két kiemelkedő alkotójának művészetével, de neki köszönhetően ismerte meg Carl Philipp Emanuel és Wilhelm Friedemann Bach zenéjét is (mindketten Johann Christian Bach idősebb testvérei voltak). Ezen alkotók hatására kezdett el Wolfgang ismét ellenpont-tanulmányokkal foglalkozni. Közben újabb és újabb főúri mecénásokra sikerült szert tennie, köztük volt Zichy Károly is, akinek felesége szintén Mozart tanítványa lett.

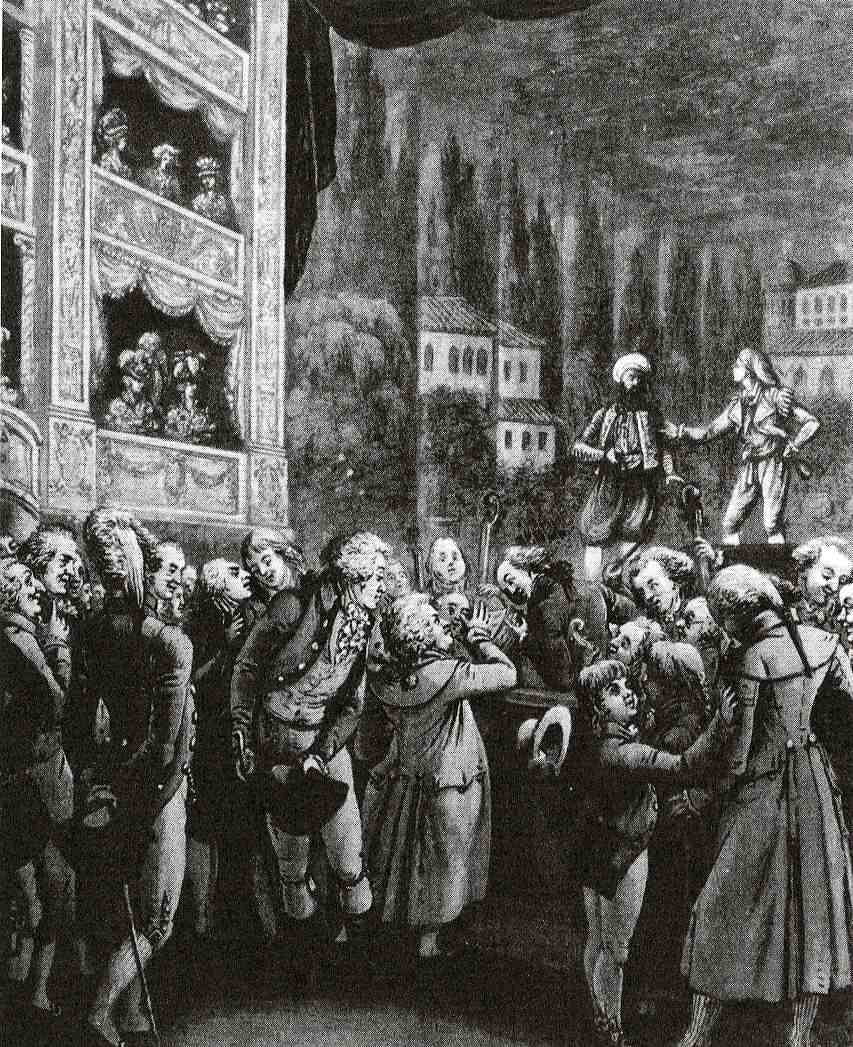
A Szöktetés a szerájból korabeli előadásáról készült kép

Június 3-án sor került az udvari színházban a komponista új operájának, a Szöktetés a szerájból című Singspielnek az első próbájára. A szövegkönyvet még az előző év július 30-án kapta kézhez Mozart, augusztus 22-ére el is készült az első felvonás zenéjével. Ezt követően a Weber családdal történt összeütközés, illetve az esküvői előkészületek hátráltatták a munkában, így a második felvonást csak 1782. május 7-re fejezte be, az utolsó felvonás pedig a hónap utolsó napján lett kész. Miután elkezdődtek a darab próbái, udvari körök (feltehetően Salieri is köztük volt) mindent megtettek azért, hogy hátráltassák a bemutatót. Meg szerették volna akadályozni, hogy egy esetleges siker udvari álláshoz segítse a zeneszerzőt. A bemutató végül július 16-án zajlott le. A darab óriási sikert aratott; a német operatársulat 1788-as feloszlásáig még harmincnégy alkalommal játszotta.
Július 23-án Mozart nagyobb lakásba költözött, ide már feleségét is magával hozhatta. Négy nap múlva levélben kérte apja beleegyezését házasságkötéséhez. Leopold végül beadta a derekát, de hozzájárulása fia elhatározásához már csak az esküvő után érkezett meg Bécsbe. A házasságkötésre 1782. augusztus 4-én került sor a bécsi Szent István-székesegyházban. Korábban több kutató is úgy gondolta, hogy Mozart jobb híján vette feleségül Constanzét, pedig leveleiből egyértelműen kiderül, hogy valóban szerette őt. Gyakran panaszkodott felesége hiányára, amikor az Badenben gyógykezeltette magát, vagy amikor ő maga volt úton. Viszont azt nem lehet tudni, hogy Constanze pontosan milyen érzelmekkel viseltetett férje iránt, ugyanis az ő levelei nem maradtak fent. De mivel apjuk halála után fiait mindvégig a zeneszerző emlékének tiszteletére tanította, illetve még második férje halála után is úgy írta alá üzleti leveleit, hogy „Nissen államtanácsosné, Mozart volt özvegye”, feltételezhetjük, hogy meghatározó szerepet játszott életében a Mozarttal eltöltött kilenc év. Már életében, de halála után is nagy tiszteletet tanúsított férje művészete iránt.

### Salzburgi látogatás és újabb operapróbálkozások
Az esküvő után Mozart alig várta, hogy feleségét bemutathassa családjának, de mivel neheztelt apjára, az utazást többször is elhalasztotta: hol az időjárásra, hol tanítványaira, hol meg hangverseny-kötelezettségeire hivatkozott. Aztán Constanze várandós lett, és így most már valós oka is volt az utazás elhalasztásának. A zeneszerzőt valószínűleg az bántotta a legjobban, hogy Leopold még a Szöktetés a szerájból rendkívüli sikerének sem tudott fiával együtt örülni, helyette egymás után küldözgette neki a feddéseit tartalmazó leveleket. A levélváltás ekkor kezdett megritkulni apa és fia között, olykor két három hetes szünetek is voltak.

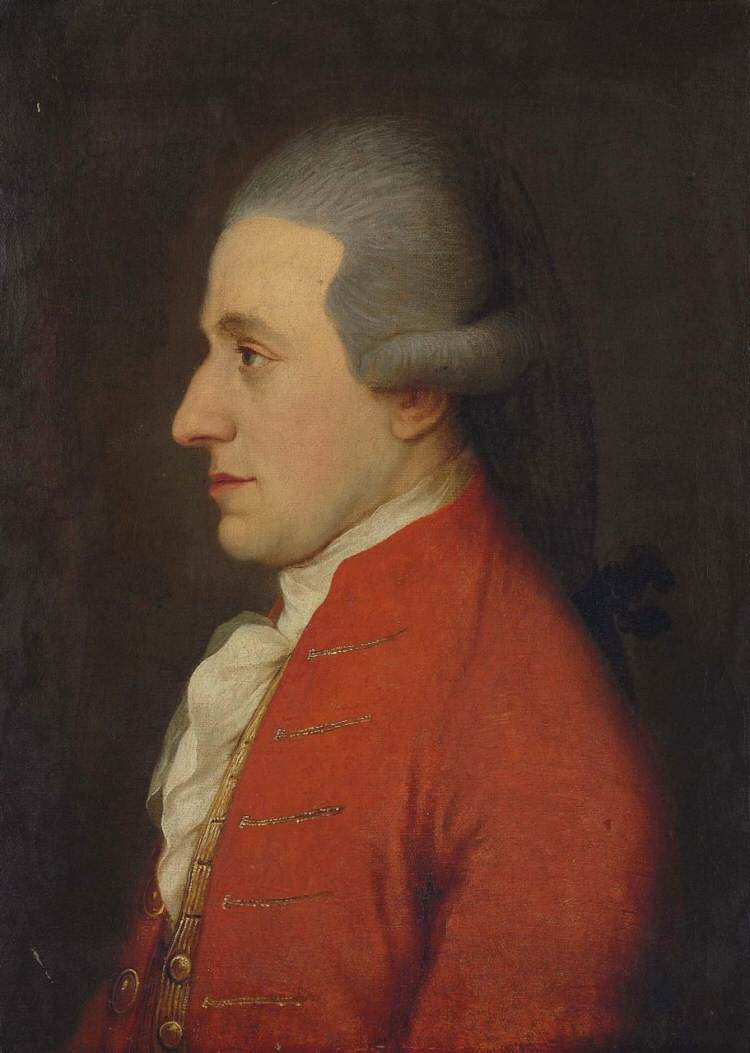
Joseph Hickel festménye a zeneszerzőről, 1780

Mozart mindeközben új zeneszerzői ötletekkel állt elő. 1782 végén elkezdett dolgozni a Haydnnak ajánlott kvartetteken, bár ekkor még valószínűleg csak tanulmányozta híres kollégája műveit, személyesen még nem ismerte. Majd nemsokára újra az operakomponálás felé fordult az érdeklődése. A Szöktetés sikerén felbuzdulva először ismét egy Singspielt akart írni, de miután szembesült avval, hogy az olasz opera napjai koránt sincsenek megszámlálva a császárvárosban, sőt, az újabb darabokat változatlan sikerrel viszik színpadra, Wolfgang is az olasz opera mellett döntött. Wetzlar báró házában ekkoriban ismerkedett meg Lorenzo Da Pontéval, aki később a legsikeresebb Mozart-operák szövegkönyvének írója lesz, de ekkor Mozart még bizalmatlan volt vele szemben, így nem tőle, hanem ismét Verascótól kért új librettót. Verasco nyomban el is küldte A kairói lúd szövegkönyvvázlatát neki.
1783. június 17-én megszületett a Mozart házaspár első gyermeke, akit Raimund Leopoldnak kereszteltek. A nemrégiben kikeresztelkedett zsidó bankár, Karl Abraham Wetzlar, Plankenstern bárója rögtön felajánlotta, hogy a gyermek keresztapja lesz, Mozart pedig nem utasította vissza. Ez újabb sérelem volt Leopoldnak, ugyanis az öreg Mozart régóta arra számított, hogy első unokája keresztapja lehet. Wolfgang közben abbahagyta A kairói lúd komponálását, miután egy olasz költő (talán Da Ponte) újabb szövegkönyvet küldött neki A rászedett vőlegény címmel. Rögtön hozzáfogott a komponáláshoz, de hamarosan ezt is félre tette, valószínűleg a salzburgi utazás miatt. A darabból elkészült részletek igazi mesterművet ígértek, így nagy kár, hogy később sem folytatta a munkát.
Apjának azt írta, hogy szeptember elején várhatják érkezésüket, de ezzel csak az volt a szándéka, hogy korai érkezésük kellemes meglepetés legyen az otthoniaknak, ugyanis már július utolsó napjaiban elindultak Salzburg felé. Újszülött gyermeküket dajkaságba adták. Összesen három hónapot töltöttek az érseki székhelyen. Ezekről a hónapokról csak Nannerl beszámolója maradt fenn. Nannerl számos közös kirándulásról, látogatásról, kártyapartikról, céllövölde-versenyekről és egy-egy házi muzsikálásról emlékezett meg. Apa és fia között azonban feltehetőleg nem állt helyre a harmónia.
Constanze és Wolfgang október 27-én hagyták el Salzburgot. Hazafelé menet megálltak Linzben, ahová Thun gróf invitálta őket. Utazás közben a zeneszerző papírra vetette híres, az erre az alkalomra írt C-dúr „linzi” szimfóniáját (K. 525), amelyet a városban adott hangversenyén mutatott be.

### Leopold bécsi látogatása
Bécsben a Mozart házaspárt szomorú hír várta: távollétük alatt gyermekük két hónapos korában elhunyt. A hír bizonyára megrázta őket, de akkoriban gyakori volt, hogy öt-hat gyermekből csak ketten-hárman érték meg a felnőttkort. Mozarték hamar visszatértek megszokott bécsi életükhöz. 1784 első heteiben a zeneszerző elhatározza, hogy részletes katalógust vezet műveiről. A füzet bal oldalára a kompozíció címét, keletkezési idejét és esetleges egyéb adatait írta, a jobb oldalra pedig a címmel egy magasságban a kezdő ütemeit másolta be.

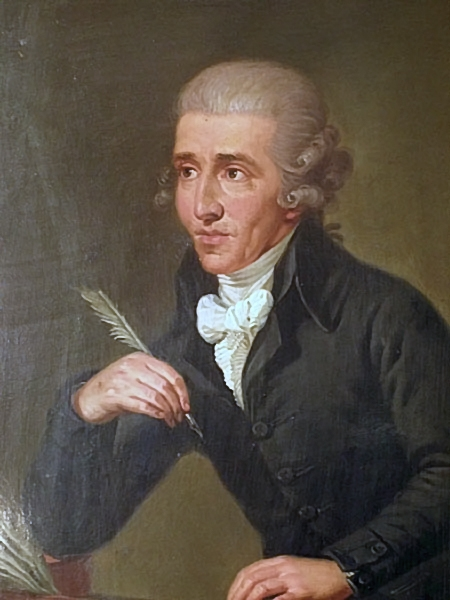
Franz Joseph Haydn

Szeptember 21-én megszületett Wolfgang és Constanze második gyermeke, akit Carl Thomasnak kereszteltek, és aki már a felnőttkort is megérte. Novemberben Mozart kérvényezte felvételét a Zur Wohltätigkeit elnevezésű szabadkőműves-páholyba – amelybe december 14-én fel is vették és nemsokára elérte a mester fokot is –, majd az év vége felé meghívta édesapját, hogy viszonozza az ő és felesége salzburgi látogatását. Közben Leopoldot egy volt tanítványának apja Münchenbe is meghívta, így elhatározta, hogy Bécs után a bajor fővárosba is ellátogat. Az öreg Mozart látszólag megbékélt a Weber családdal, leveleiben Constanzéról is elismeréssel írt.
Eredetileg március végéig akart Bécsben tartózkodni, de aztán úgy döntött, hogy pár héttel tovább marad. Ebben elsősorban az játszhatott szerepet, hogy ő is kérvényezte felvételét ugyanabba a szabadkőműves páholyba, mint fia (azt nem lehet megítélni, hogy meggyőződésből vagy rábeszélésre cselekedett így), amelybe április 6-án vették fel, majd még ugyanabban a hónapban megkapta a legény és mester fokot is.
Leopold bécsi tartózkodása alatt részt vett azon a kamarazenélésen is, amelyen fia Haydn jelenlétében mutatta be kollégájának írt hat vonósnégyesét. Azt pontosan nem lehet tudni, mikor ismerkedett meg egymással a két zeneszerző, de mindketten ugyanannak a szabadkőműves páholynak voltak a tagjai, és elképzelhető, hogy 1785-ben Mozart ajánlására vették fel Haydnt a Zur Wohltätigkeit páholyba. Egyes kutatók ezért úgy gondolják, hogy 1781–1782 telén találkozhatott egymással először a két zeneszerző, amikor Haydn több hangversenyt is adott Bécsben. Kettőjük barátsága nem volt olyan szoros és közeli, mint azt a régebbi szakirodalom állította, de kölcsönösen tisztelték egymás munkásságát, és Haydn angliai elutazásáig rendszeres kapcsolatban álltak egymással, még ha nem váltottak is olyan sűrűn levelet. Mozart apja nyilván nagyon büszke volt fiára, amikor az akkori Európa legnagyobbnak tartott komponistája dicsérte neki fia tehetségét. Végül április 25-én utazott el Bécsből.

### AFigaro házassága

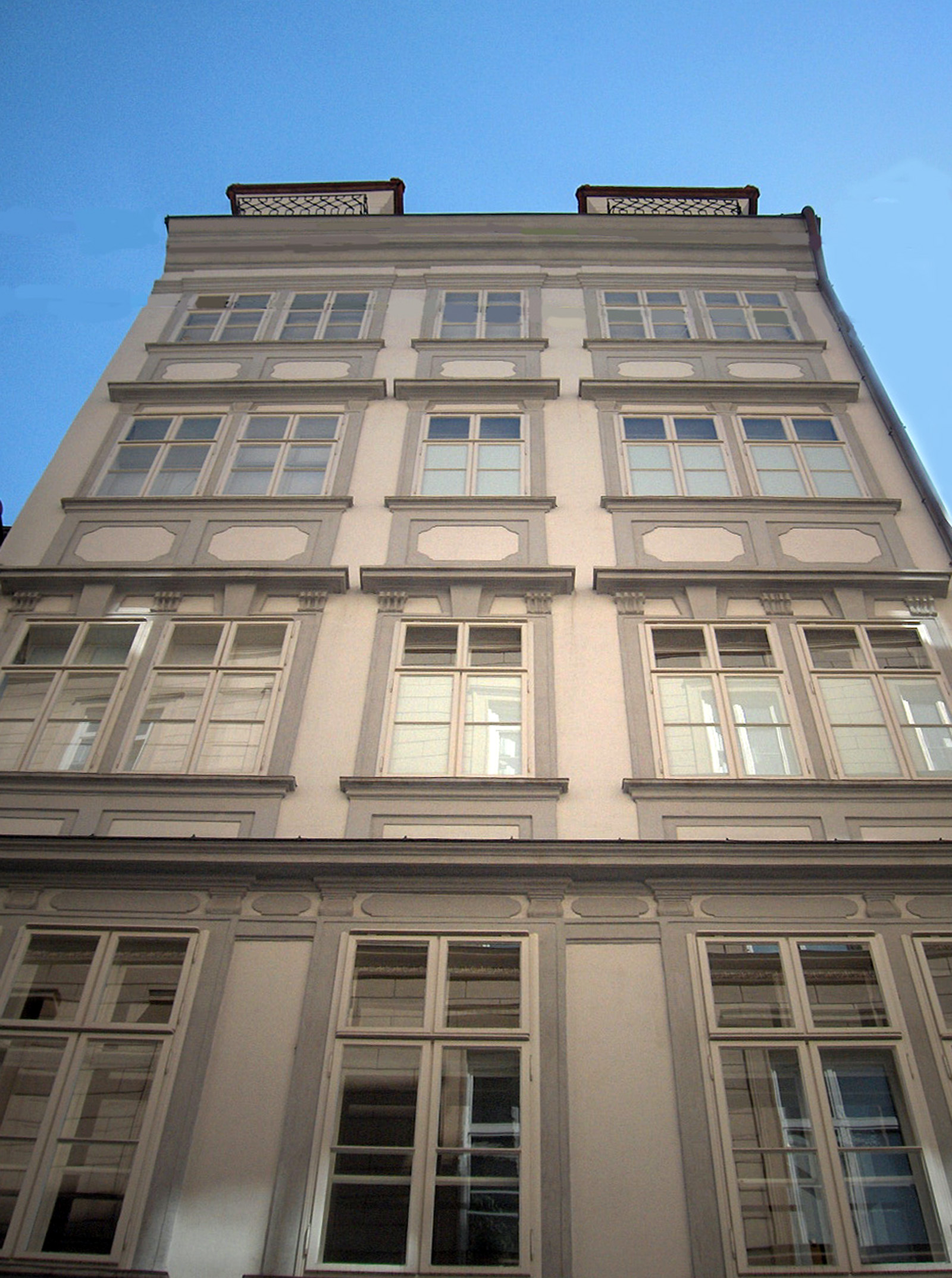
Ház, amelynek lakásában a Figaro házassága című operát komponálta

Az 1780-as évek közepén Mozart már évek óta megfelelő operatéma után kutatott, de egyik neki tetsző témához sem sikerült megfelelő szövegkönyvírót kerítenie. Végül annyira megtetszett neki a Beaumarchais Figaro házassága című darabja, hogy mindenáron ezt a vígjátékot akarta megzenésíteni. Ez elég kockázatos vállalkozás volt: a vígjáték előző részéből, A sevillai borbélyból Paisiello írt operát, és ez igen nagy népszerűségnek örvendett Bécsben, de II. József az első német nyelvű Figaro előadások után a Figaro házasságát betiltotta. A tilalom azonban csak a színpadra állításra vonatkozott, így a darab német nyelvű fordításához nyomtatásban bárki hozzáférhetett. A zeneszerzőnek ezúttal megfelelő szövegkönyvírót is sikerült kerítenie, Lorenzo Da Ponte személyében.
Da Ponte és Mozart első közös operájának keletkezéséről nem sokat tudtak kideríteni a kutatók. Leopold Nannerlnek írott egyik levele alapján valószínűsíthető, hogy Mozart 1785 októberében vagy novemberében fogott hozzá a komponáláshoz, Da Ponte emlékirataiból pedig azt is biztosan tudhatjuk, hogy ő először azt javasolta Mozartnak, hogy a prózai mű előadására vonatkozó tilalom miatt az elkészült operát külföldön kellene bemutatni. Mozart ezt nem akarta, és azt javasolta, hogy írják meg titokban az operát. A szövegkönyvíró szerint hat hét alatt készült el a teljes mű, és szerencséjük volt, hogy azokban a hónapokban nem nyújtottak be egyetlen előadható darabot sem a bécsi olasz operához. Da Ponte kihasználta az alkalmat, és magának a császárnak ajánlotta fel Mozart új operáját.

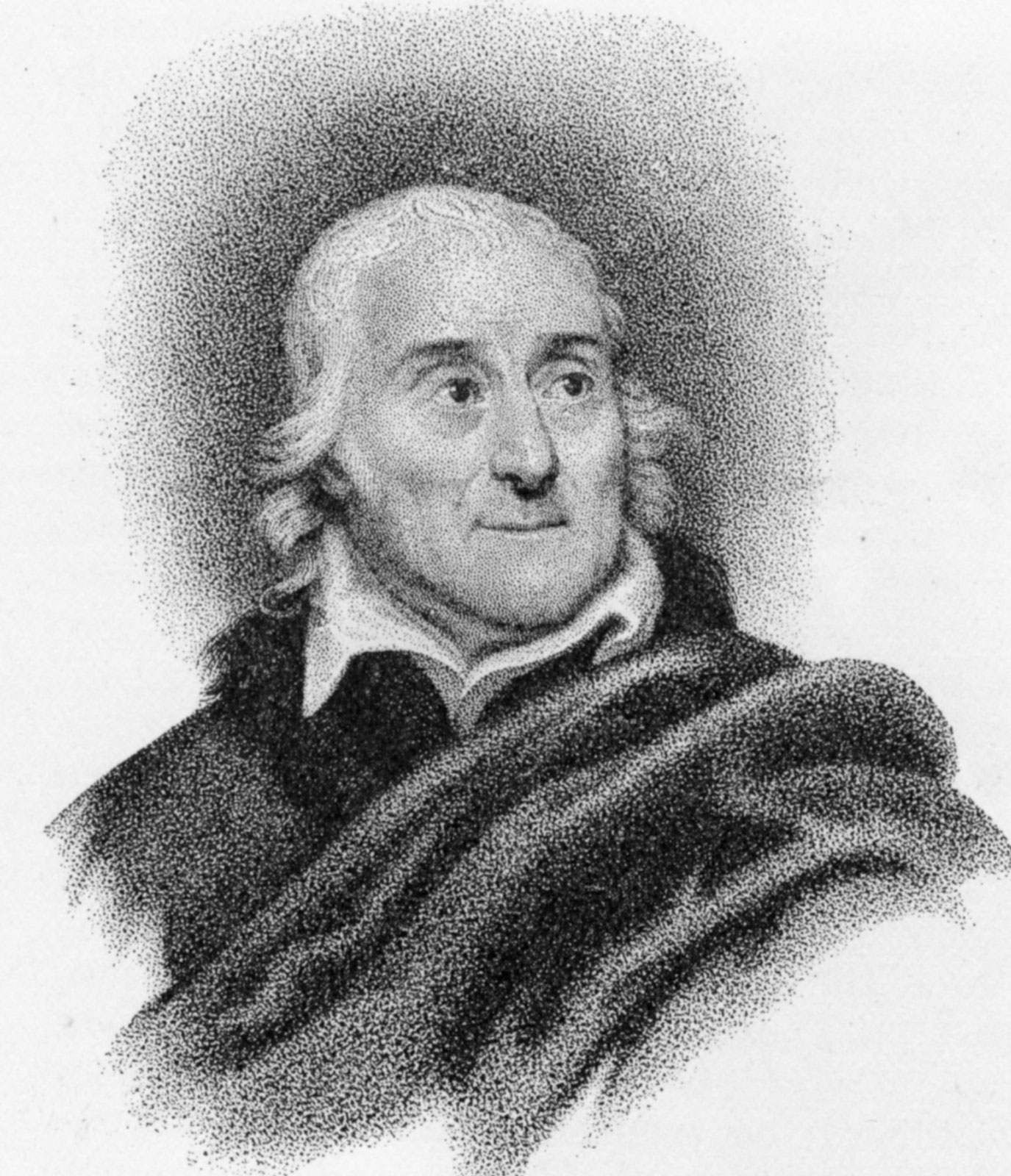
Lorenzo Da Ponte

A császár eleinte nem akarta engedélyezi a bemutatót. Arra hivatkozott, hogy Mozart eddig csak egy operát írt Bécsben, és a színdarab előadását betiltotta. Da Ponte erre azt válaszolta, hogy ők operát írtak a témából, amelynek következtében számos szereplőt, jelenetet el kellett hagyniuk, és az így átformált cselekményben semmi sincs, ami sértené a jó ízlés határait. Végül a császár beadta a derekát. Amint híre ment, hogy Mozart egy olasz operájának a bemutatójára készülődnek, Da Ponte állítása szerint, a szokottnál is kiterjedtebb áskálódás indult meg a darab bemutatása ellen. A intrikus szálakat Giovanni Battista Casti (aki Metastasio halála után szintén pályázott a császár költője cím elnyerésére, de Da Pontéval szemben alulmaradt), Salieri (aki szintén többször összekülönbözött a szövegkönyvíróval) és az olasz opera intendánsa, Rosenberg gróf mozgatta.
A próbák végül 1786 áprilisában kezdődhettek meg a Burgtheaterben. A főpróbára 1786. április 29-én, az ősbemutatóra május 1-jén került sor. A közönségsiker nem maradt el, szinte minden áriát meg kellett ismételni, Salieri azonban mindezt figyelmen kívül hagyta, és nyolc előadás után levetette a darabot a műsorról. Valószínűleg tisztában volt avval, hogy Mozart egy olyan eredeti alkotással állt elő, amely hosszú távon komoly konkurenciát jelenthetett volna az ő darabjainak.
Mozart életében a Figaro volt az első eset arra, hogy megbízás nélkül vágott bele egy opera komponálásába, és hogy új vállalkozása részleteit nem osztotta meg az apjával. Feltehetően ennek tudható be, hogy Leopold nem nézte meg az opera egy előadását sem.
A Figaro sikere ellenére a Mozart család anyagi helyzete mit sem javult az elkövetkező hónapokban. Ezenkívül a zeneszerzőnek szembe kellett néznie népszerűsége rohamos csökkenésével is szakmai körökben. 1786. október 18-án megszületett a házaspár harmadik gyermeke is, akit Johann Thomas Leopoldnak kereszteltek el.

### Prágai utazások és aDon Giovanni

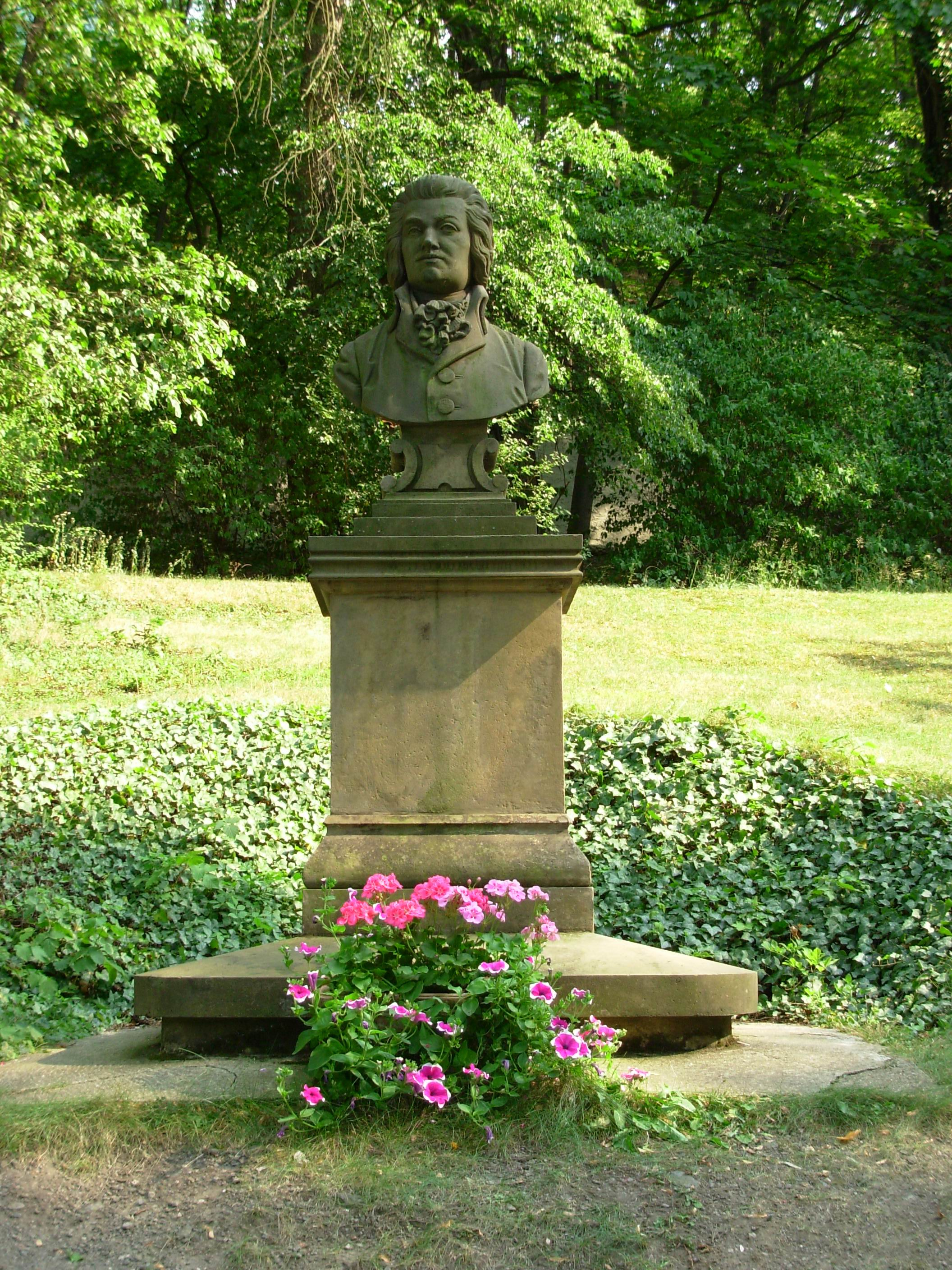
Mozart mellszobra Prágában, Dušek villa, Betramka

Mivel Mozart egyre kilátástalanabbnak látta a helyzetét Bécsben, azt tervezte, hogy Londonba vagy Párizsba utazik, amikor teljesen váratlanul meghívást kapott Prágába. Bécs után először a cseh fővárosban mutatták be a Szöktetést és a Figarót. A Figaro annyira megtetszett a város polgárainak, hogy egy hódoló vers kíséretében küldtek meghívót a zeneszerzőnek, aki örömmel tett eleget kérésüknek.
A Mozart házaspár 1787. január 8-án kelt útra, és január 11-én érkezett meg Prágába. Itt régi jó barátjaik fogadták őket: Johann Joseph Anton, Thun és Hohenstein grófja, ő biztosított számukra szállást is a palotájában. Mozarték szívesen látott vendégek voltak Prágában: rendszeresen vacsorákra, bálokra, operaelőadásokra voltak hivatalosak. Wolfgangot egyszerre ünnepelték mint zeneszerzőt, karmestert és zongoristát. Január 22-én ő maga vezényelte a Figaro előadását, és még őt is meglepte a közönség kitörő lelkesedése. Emellett persze több hangversenyt is adott, majd február 8-án visszautazott Bécsbe, ahol újabb operatéma után nézett, ugyanis a prágai színház intendánsa, Pasquale Bondini felkérte egy újabb opera megírására.
Az opera témáját ezúttal Da Ponte választotta ki Mozart számára. A zeneszerző márciusban hozzá is láthatott a komponáláshoz, amit csupán néhány kisebb munka kedvéért szakított félbe. Áprilisban a fiatal Beethoven kereste fel a zeneszerzőt azzal a céllal, hogy zeneórákat vegyen tőle. Kettőjük találkozása köré romantikus legendák szövődtek, de komolyabb közös munkára nem kerülhetett sor közöttük: nem sokkal Bécsbe érkezése után Beethoven anyja megbetegedett, ezért három hetes ott-tartózkodás után haza kellett sietnie Bonnba.
Közben Leopold Mozart is komolyan megbetegedett. Nannerl Salzburgba utazott, de apján már nem lehetett segíteni, az öreg Mozart 1787. május 28-át követően meghalt. Mozart nem utazott el apja temetésére. A hagyaték elrendezését nővérére és annak férjére bízta, akivel megegyezett egyszeri, ezer forintos végkielégítésben. Nannerl a pénz mellett elküldte testvérének Salzburgban maradt kéziratait is.
Október 1-jén a Mozart házaspár visszautazott Prágába. Október 4-én érkeztek meg, hogy előkészítsék a Don Giovanni 14-ére tervezett ősbemutatóját. A bemutatót azonban Mária Terézia főhercegnő és Antal Kelemen szász herceg esküvője miatt el kellett halasztani. Az esküvő alkalmából Mozart a Figaro házasságát vezényelte a hercegi pár tiszteletére. Így a Don Giovanni ősbemutatójára csak 1787. október 29-én kerülhetett sor. A bemutató óriási sikert aratott. Mozarték november közepén tértek vissza Bécsbe.

### Utazás Berlinbe

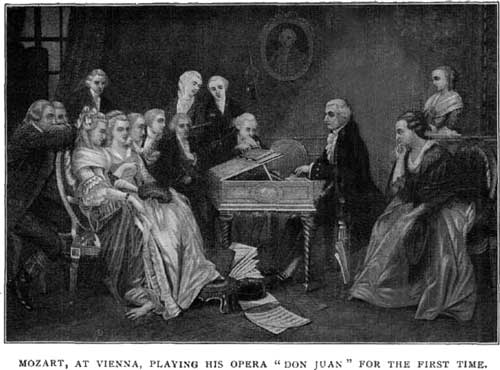
Mozart Bécsben először adja elő zongorán a Don Giovannit

A zeneszerző Bécsben ismét akadémiai koncerteket adott, ezek azonban nem jártak a várt anyagi haszonnal. Mozart ekkoriban súlyos anyagi gondokkal küzdött, ennek következtében kénytelen volt egyik szabadkőműves páholytársához, Michael Puchberghez (1741–1822) fordulni anyagi segítségért. Közben 1788. május 7-én megvolt a Don Giovanni első bécsi előadása. Da Ponte minden követ megmozgatott annak érdekében, hogy a bemutató minél hamarabb létrejöhessen, az előadáson megjelent II. József is, de a premier kis híján bukásszámba ment. Ennek ellenére Da Ponte elérte, hogy még további tizennégy alkalommal műsorra tűzze a darabot az olasz opera társulata. Június 12-én és 16-án Firenzében színpadra állították a Figarót. Ez volt az első alkalom, hogy a felnőtt Mozart egy operáját német nyelvterületen kívül is bemutatták.
Még 1788 nyarán Karl Lichnowsky (1756–1804) herceg (Mozart egyik tanítványa és szabadkőműves páholytársa) meghívta őt egy berlini utazásra. A herceg a porosz hadsereg tisztje volt, ez okból kifolyólag időről időre tiszteletét kellett tennie a porosz uralkodónál Potsdamban. II. Frigyes Vilmos (1744–1797) állítólag többször is kinyilvánította kívánságát, miszerint szívesen meghallgatná, és vendégül látná Mozartot Berlinben. Amikor Lichonwsky ezt a zeneszerző tudomására adta, ő boldogan beleegyezett az utazásba.

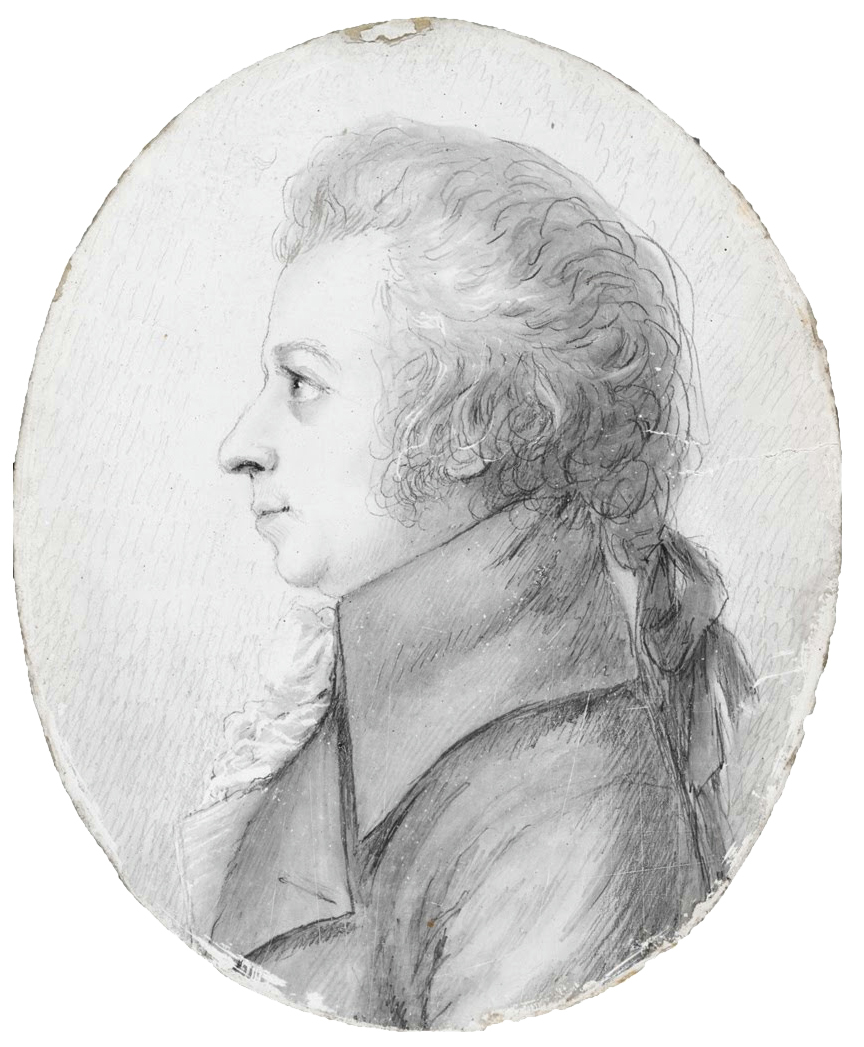
Doris Stock Mozart-portréja, 1789

1789. április 8-án keltek útra. Először Prágába utaztak, ahol mindössze fél napot töltöttek. Április 10-én érkeztek meg, és este már tovább is indultak Drezda felé. A szász fővárosba két nap múlva érkeztek meg. Itt Mozart magánhangversenyt adott, majd fellépett III. Frigyes Ágost szász választófejedelem udvarában, aztán Gottfried Körner (1756–1831) házában mutatkozott be mint zongorista. Körner Friedrich Schiller barátja és életrajzírója volt. Mozart látogatásakor a Körner-házban tartózkodott Doris Stock (1760–1831) is, aki a házigazda sógornője volt, és aki elkészítette a zeneszerzőről a híres ezüstceruzás portrét. Ez az alkotás egyike a kevés autentikus Mozart-ábrázolásnak.
Ezután Mozarték Lipcsébe utaztak, ahol Wolfgang a Tamás-templom orgonáján adott koncertet. Lichnowsky közben egyedül továbbutazott Berlinbe. Mozart három nappal később követte, április 25-én már mindketten Potsdamban voltak. Az udvar előtti bemutatkozás azonban még váratott magára, ezért május 8. és 17. között úgy döntöttek, hogy visszatérnek Lipcsébe. Itt Mozart nagy sikerrel, de kevés anyagi haszonnal adott hangversenyt. Végül május 26-án, a zeneszerzőnek lehetősége nyílott arra, hogy hangversenyt adjon a porosz királyi udvarban. II. Frigyes Vilmos hat zongoraszonátát rendelt Mozarttól a királyné számára, valamint hat vonósnégyest magának. Két nappal később a zeneszerző elutazott Berlinből, majd rövid prágai kitérő után visszatért Bécsbe.

### Così fan tutte

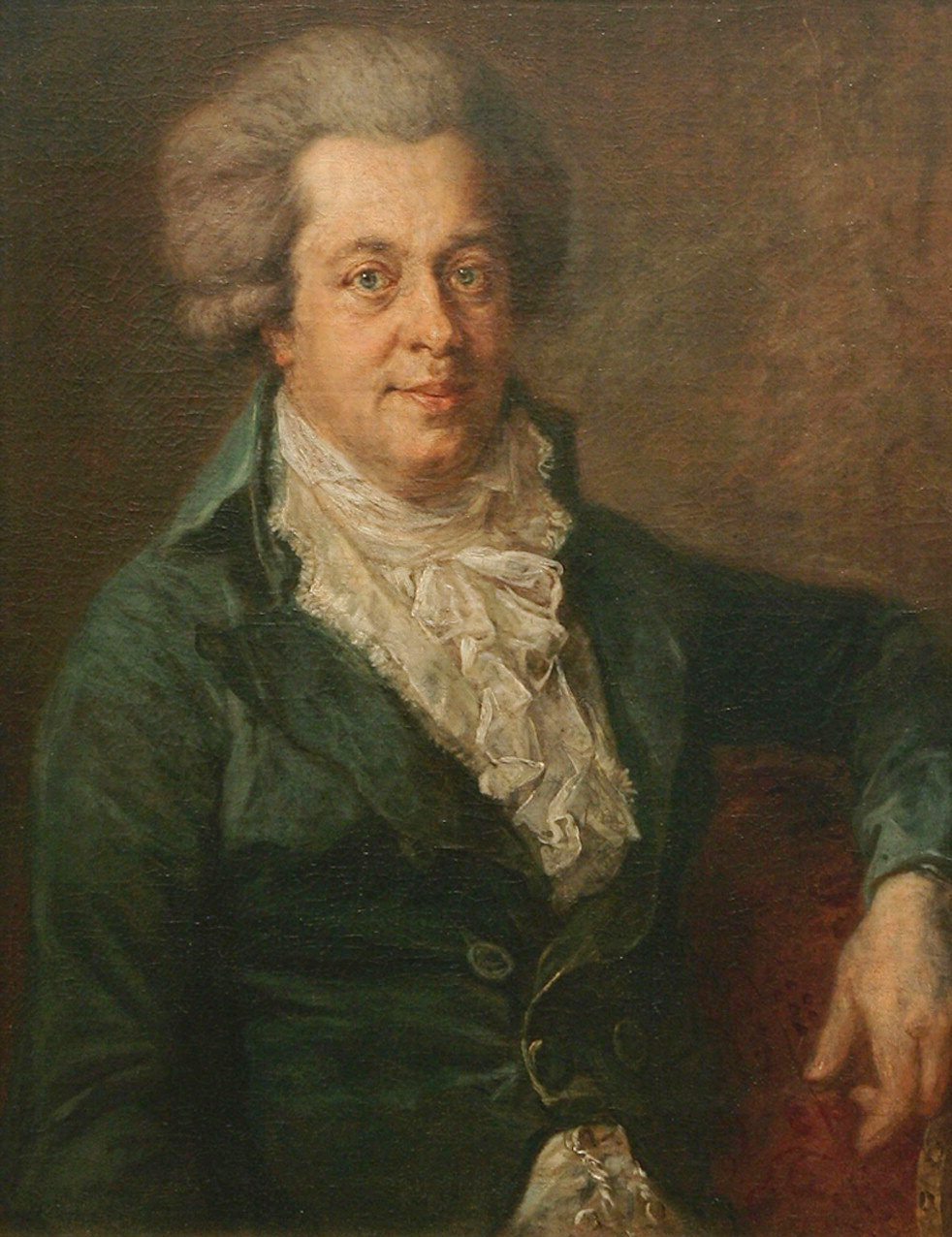
Georg Edlinger festménye Mozartról, 1790

Miközben Mozart Poroszországban tartózkodott, II. József a Burgtheater deficitjére hivatkozva utasítást adott az olasz operatársulat felosztására. A dologba Da Ponte nem akart belenyugodni, ezért elhatározta, hogy gyűjtést szervez az együttes számára. Akciója sikeres volt, így az olasz opera mégis tovább működhetett. Ezután kierőszakolta a Figaro felújítását, amire 1789 nyara végén került sor. A darab akkora sikert aratott, hogy II. József egy újabb olasz opera megírására adott megbízást Mozartnak és Da Ponténak. Állítólag ő maga szolgáltatta a szüzsét is, ugyanis ő mesélte el Da Pontének azt a megtörtént esetet, amely egész Bécsben közkedvelt pletykatéma volt akkoriban, és végül Da Ponte új szövegkönyvének az alapgondolatát adta.
Mozart, még mielőtt belevágott volna egy új opera megírásába, szeptember 29-én befejezte az Anton Stadler számára komponált A-dúr klarinétötöst. Az év vége felé egyre gyakrabban kért pénzt Puchbergtől. Az operakomponálással közben jól haladt, és feltehetően december 31-ig az egész művel elkészült. Mivel Da Ponte ekkor már az olasz opera mindenható igazgatója volt, akiben II. József minden tekintetben megbízott, az opera bemutatása körül intrikák ezúttal még annyi sikerrel sem jártak, mint a Figaro esetében.
1790. január 20-án megtartották a Così fan tutte első színpadi próbáját. Mozart erre az alkalomra meghívta Haydnt és Puchberget. Az ősbemutatóra hat nappal később került sor, óriási sikerrel. A darabot a következő három hét alatt még négy alkalommal játszották, és február 1-jén a Figarót is műsorra tűzték. A Così fan tutte talán a zeneszerző legnagyobb színpadi sikere volt, de a közvélemény egy része hamar erkölcstelennek bélyegezte a témát, ami sokat rontott a későbbiekben az opera megítélésén, de diadalmenetét nem ez szakította félbe: február 20-án meghalt II. József, és ezt követően nemzeti gyászt rendeltek el, amelynek keretében két hónapra az összes színházat bezáratták Bécsben.

### Az utolsó hónapok

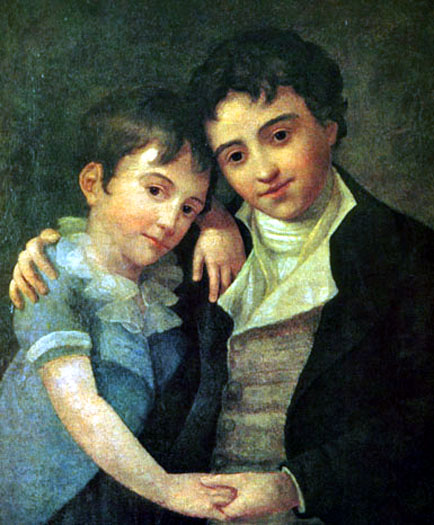
Mozart gyermekei: Franz Xaver és Carl

Az új császárt, II. Lipótot, 1790. október 9-én koronázták meg a frankfurti dómban, és bár a kíséretében számos muzsikus is helyett kapott, Mozartot nem hívták meg a ceremóniára. A zeneszerző mégis úgy döntött, hogy saját szakállára elutazik az eseményre. Szeptember 28-án meg is érkezett Frankfurtba, október 15-én pedig hangversenyt is adott, ami sikeres volt ugyan, de kis létszámú közönség előtt zajlott, így nem sokat jövedelmezett. Így végül a tervezett második hangversenyét elhagyta, s másnap hazaindult. Útközben megállt Mainzban, ahol a választófejedelem kastélyában koncertezett, majd Mannheimben megnézte a Figaro első német nyelvű előadását. Ezután Münchenbe ment, ahol ő is fellépett azon a hangversenyen, amelyet IV. Ferdinánd, Nápoly és Szicília királya tiszteletére rendeztek.
Bécsbe visszatérve ismét zongoraleckéket volt kénytelen adni. Decemberben elbúcsúzott a Londonba készülő Haydntól, majd 1791. március 4-én megtartotta utolsó nyilvános hangversenyét is, amelyet Ignaz Jahn klarinétvirtuóz tiszteletére rendeztek egy bécsi vendéglő koncerttermében. Közben kérvényezte a városi tanácsnál, hogy ő lehessen a súlyosan beteg Johann Leopold Hoffmann mellett a Szent István-dóm karnagyának asszisztense. Nem utasították el kérését, de szolgálataiért cserébe nem kapott fizetséget, csak ígéretet arra, hogy Hoffmann halála után ő lesz az utódja.
Ezekben a hetekben kereste fel a zeneszerzőt Emanuel Schikaneder, aki akkoriban a Freihaustheater igazgatója volt, azzal az ötlettel, hogy komponáljon egy német daljátékot az ő szövegkönyve alapján. A komponista persze elfogadta felkérést és azonnal belevetette magát a munkába. Constanze közben a következő gyermeküket várta, ám egészségi állapota rosszabbra fordult, ezért Badenbe utazott kezeltetni magát. Itt a férje többször is meglátogatta. Miután Mozartné visszatért Bécsbe, július 26-án világra hozta második, felnőttkort megért gyermeküket, Franz Xaver Mozartot. Július utolsó napjaiban Mozart megbízást kapott egy rekviem megkomponálására.

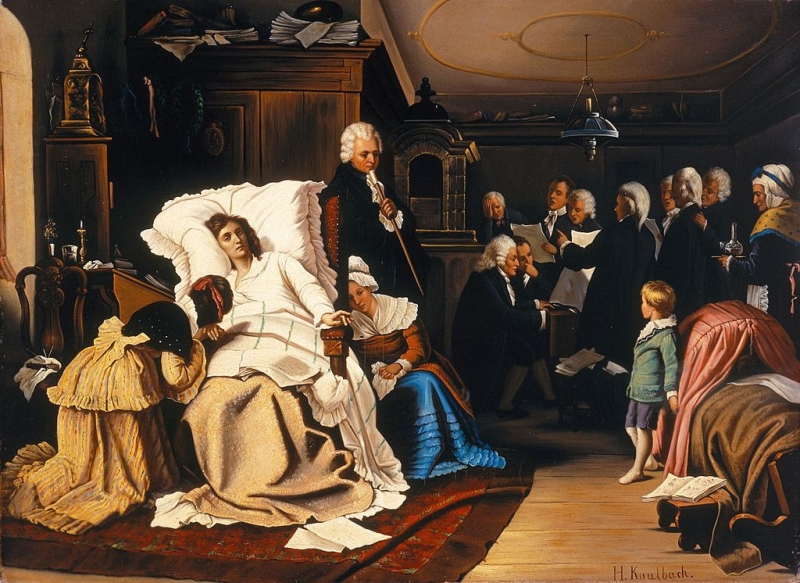
Mozart utolsó napja – Hermann Kaulbach festménye, 1873

A darabot Franz von Walsegg-Stuppach gróf (1763–1827) rendelte meg, egy bizonyos Anton Leitgeben keresztül (1744–1812), aki az akkori bécsi polgármester fia volt. A megrendelés azonban névtelenül érkezett, ugyanis a gróf a művet saját szerzeményeként akarta fiatalon elhunyt felesége emlékének ajánlani. Júliusban Mozart Prágából is újabb megbízást kapott, ismét operát rendeltek tőle, méghozzá II. Lipót cseh királlyá koronázásának az alkalmából, ami ez év őszén volt esedékes. Egy régi Metastasio-szövegkönyvet szedtek elő és dolgoztattak át a zeneszerző számára, akinek mindössze hat hete volt a komponálásra. Augusztus 25-én Mozart felesége és Franz Xaver Süßmayr nevű tanítványa társaságában Prágába utazott. Itt szeptember 6-án került sor a koronázásra, majd még aznap este az új Mozart-opera, a Titus kegyelme ősbemutatójára. Nem sokkal a bemutató után a zeneszerző visszatért Bécsbe.
Mozart egészsége ekkorra már súlyosan megromlott, egyre jobban eluralkodott rajta a depresszió, a halálfélelem. Azért hozzálátott a Schikaneder-darab zenéjének a befejezéséhez. Az új Mozart-daljáték, A varázsfuvola bemutatójára 1791. szeptember 30-án került sor. Az első két előadást még ő maga vezényelte, de a további előadások dirigálását már nem tudta teljesíteni, az opera sikere azonban fellelkesítette. Miután Salieri is kegyvesztett lett a császári udvarnál, a két zeneszerző kibékült, és október 13-án Mozart személyesen ment el olasz kollégájáért, hogy elvigye őt A varázsfuvola aznapi előadására. Salieri szerint Mozart nagy lelkesedéssel ülte végig az előadást. Constanze közben ismét Badenbe utazott, ahonnan csak 15-én tért haza.
November 20-án Mozart végleg ágynak esett. Magas láza és heves fejfájása volt, végtagjai megduzzadtak, kezelőorvosa tehetetlen volt. December első napjaiban javult az állapota, még arra is képes volt, hogy barátaival közös próbát rögtönözzön a Requiem elkészült részeiből. De még aznap este (december 4-én) ismét heves rosszullét fogta el, az eszméletét is elvesztette, és többé már nem is tért magához. December 5-én, nem sokkal éjfél után meghalt.

### Mozart halála

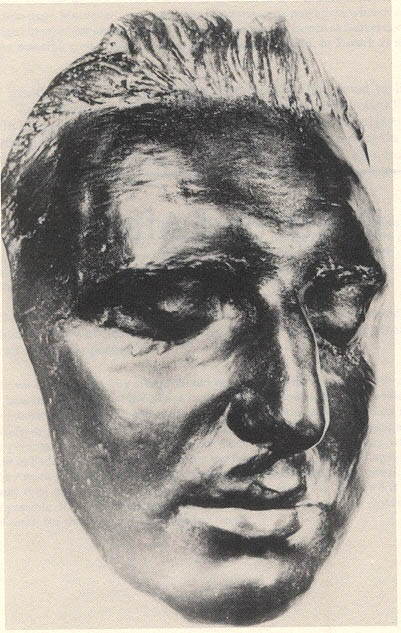
Mozart halotti maszkja

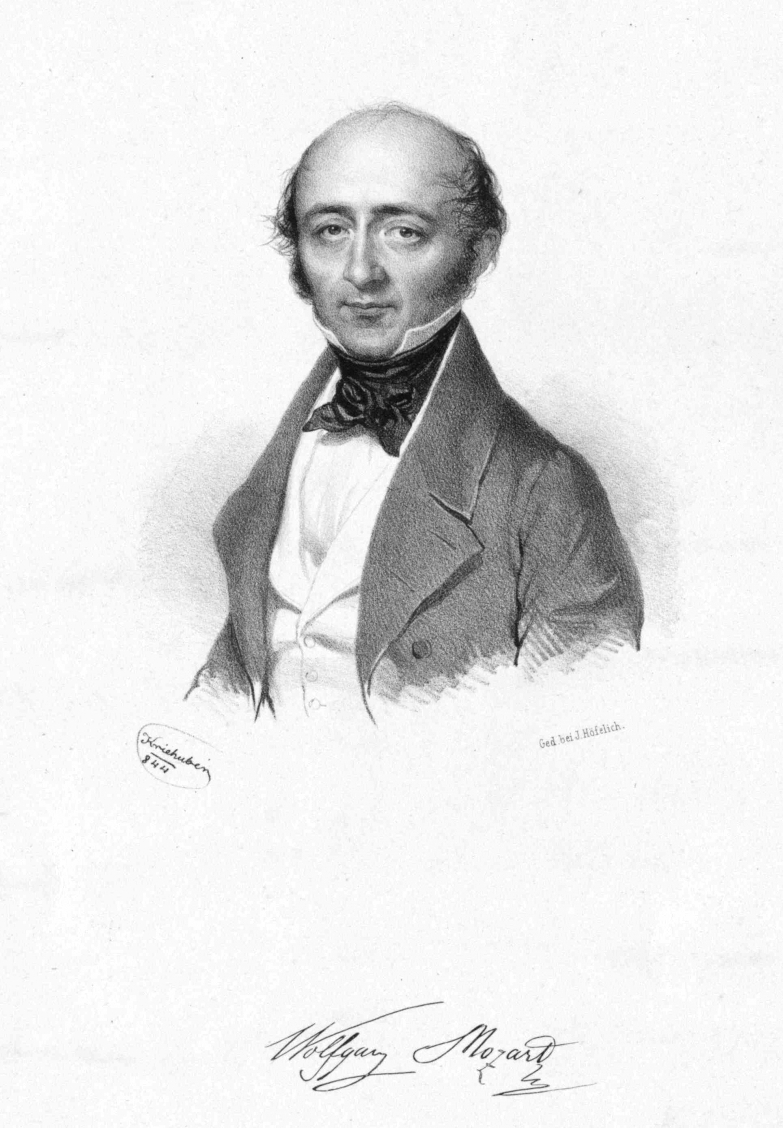
Josef Kriehuber litográfiája Mozart fiáról (1844)

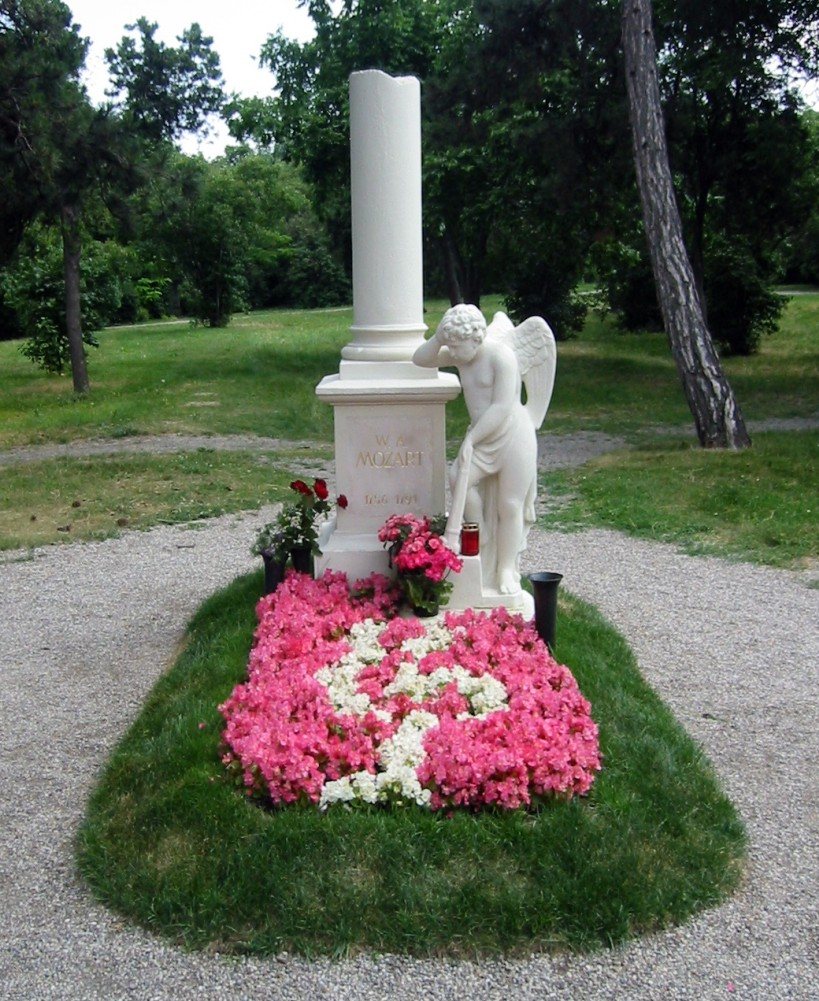
Mozart jelképes síremléke a Szent Márk-temetőben, 2006

Nem sokkal a zeneszerző halála után Bécs-szerte azt kezdték pletykálni, hogy riválisa, Antonio Salieri mérgezte meg. Csak olaj volt a tűzre, hogy egy alkalommal Constanze is arról számolt be, hogy férje a halála előtti napokban azt mondta neki, arra gyanakszik, hogy valaki megmérgezte. Ezzel kapcsolatban azonban senkinek sem sikerült egyetlen megbízható szem- vagy fültanút találni. A 19. század elején a közvélemény gyanúja a szabadkőművesekre terelődött, és sokáig makacsul tartotta magát az a mendemonda, hogy Mozartot páholytársai ölték volna meg.
Majd az 1830-as években elterjedt az a pletyka, mely szerint nem sokkal halála előtt Salieri bevallotta: ő volt Mozart gyilkosa. Valószínűleg ennek sincs semmi alapja, a legendát Puskin élesztette újjá, aki 1830-ban megírta a Mozart és Salieri-t, ebben Salierit Mozart gyilkosának állította be. Puskin olvasatában Salierit az motiválta tette elkövetésében, hogy a zsenivel szemben ő csak gyenge középszerű tudott maradni. Csakhogy Salieri – még ha tartott is attól, hogy operaszerzőként Mozart komoly konkurenciát jelenthet számára Bécsben – a maga korában a legelismertebb operaszerzőnek számított: operáit Bécsen kívül játszották Drezdában, Münchenben, Firenzében, Milánóban, Velencében, Rómában, Nápolyban, Párizsban, Prágában, Koppenhágában és Stockholmban is. Sokkal híresebb és jobban megbecsült komponista volt Mozartnál, ezért nem tűnik megalapozottnak az a nézet, miszerint úgy érezte volna, hogy nincs más kiútja abból, hogy kinőjön Mozart zsenijének árnyékából, mint hogy megmérgezze riválisát.
Mozart halálával kapcsolatban sokan hátborzongatónak találták azt a tényt, hogy utolsó műve egy Rekviem volt. Ráadásul sokáig homály fedte a megrendelő kilétét, Constanze is csak azt tudta, hogy egy titokzatos látogató rendelte meg férjétől a halotti misét. Erre a titokra mára már fényt derítettek a kutatók.
Azt, hogy pontosan mi is okozta Mozart halálát, ma már lehetetlen minden kétséget kizáróan megállapítani. Az azonban tény, hogy már gyermekkorában is beteges volt: megkapta a himlőt és a hastífuszt is, 1784-ben pedig átesett egy súlyos vesebetegségen is. Ezt sokan a mai napig a zeneszerző halála közvetlen okaként szokták emlegetni. 1791. december 6-án Mozart kezelőorvosa a következőt jegyezte be a halotti bizonyítványba a halál okaként: „heveny kásahimlő”. A Mozart betegségének tüneteit taglaló korabeli dokumentumokban ezzel szemben gyulladásos vagy reumás lázról, gyulladt bőrkiütésekről és fájdalmas ízületi duzzanatokról olvashatunk, ezért inkább az valószínűsíthető, hogy Mozart valamiféle akut fertőzéses betegségben szenvedhetett.
A halál 1791. december 5-én, hajnali egy óra előtt nem sokkal állt be. A holttestet a zeneszerző rauhensteingassei lakásában ravatalozták fel, majd átvitték a Stephansdomba. Itt beszentelték, majd még aznap este eltemették a Szent Márk-temetőben (Sankt Marxer Friedhof), de nem a II. József-féle takarékossági rendeletnek megfelelő tömegsírba, hanem egy harmadosztályú sorsírba. Ebben a sírfajtában három koporsót helyeztek egymásra, majd a sírhelyet hét év múlva újra kiadták. A Mozart családból senki sem vett részt a temetésen, Constanze pedig valamilyen oknál fogva csak 1809-ben ment ki a temetőbe, hogy megkeresse férje sírhelyét, ezért 1800-ra annak pontos helye a feledés homályába merült. Mozart jelképes síremlékét 1900-ban állították fel a temetőben, azóta 1950-ben és 2005-ben felújítottak.

## Művészete

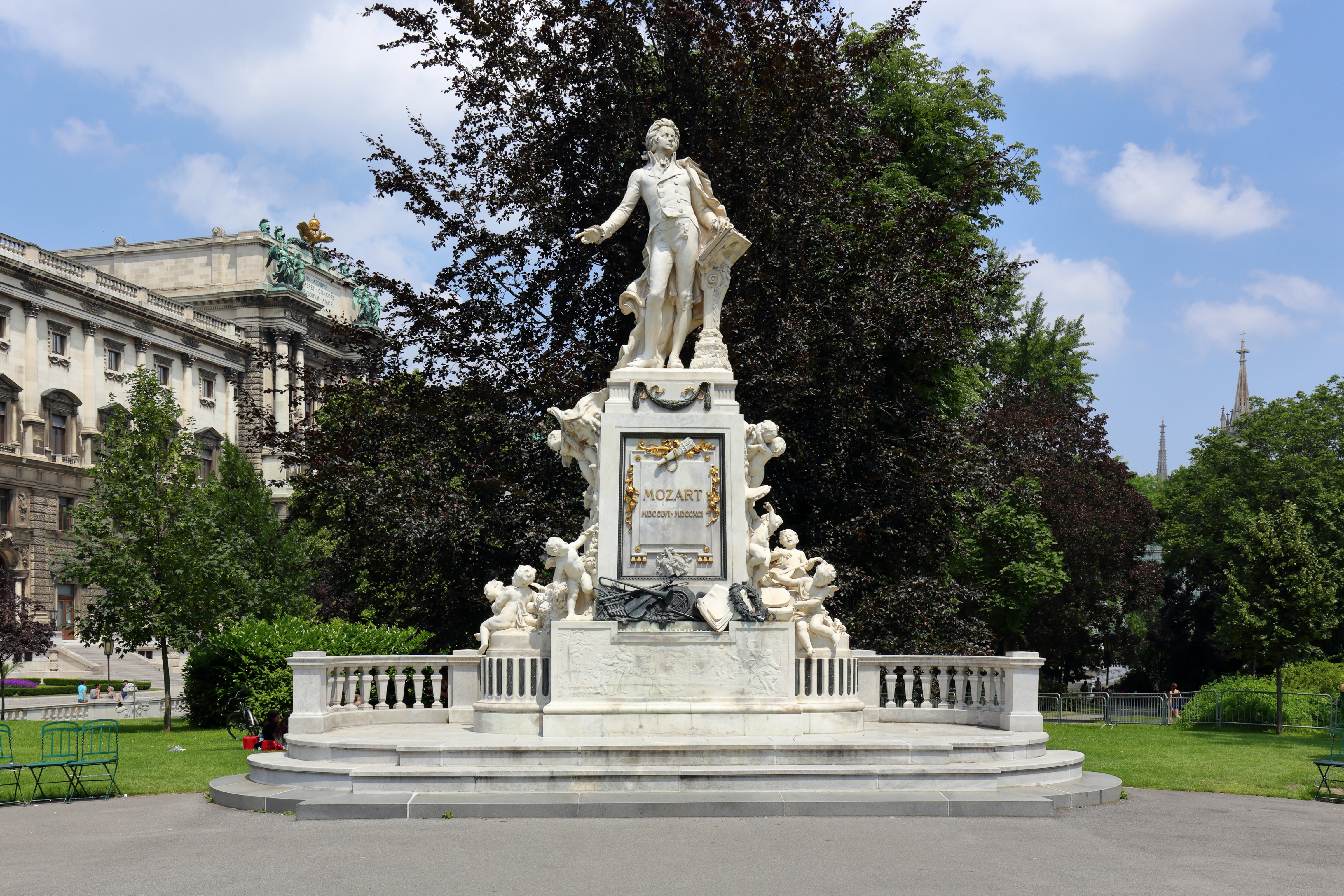
Mozart-emlékmű Bécsben

Mozart rendkívül termékeny zeneszerző volt. Rövid élete alatt több mint hatszáz zeneművet vetett papírra, korának szinte minden zenei műfajában jelentőset alkotott. Írt miséket, operákat, oratóriumokat, kantátákat, orgona- és zongoraműveket, versenyműveket és szonátákat a legkülönfélébb hangszerekre, kamarazenei műveket, dalokat, balettet, színpadi kísérőzenét.
Zenei stílusa ötvözte a 18. század második felének ízlésvilágát, miközben fokozatosan jellegzetesen egyéni arculatot öltött. Az olasz dallamosságot szerencsésen elegyítette a francia és a német hangszerelés és formakincs eleganciájával. Példaképének eleinte Johann Christian Bachot tartotta, majd megismerte a Haydn-testvérek művészetét is, akik szintén szintén nagy hatást gyakoroltak rá (az ő hatásuk elsősorban Mozart kamara- és szimfonikus zenéjében érezhető). Van Swieten bárónak köszönhetően fedezte fel Carl Philipp Emanuel és Johann Sebastian Bach, valamint Georg Friedrich Händel zenéjét.

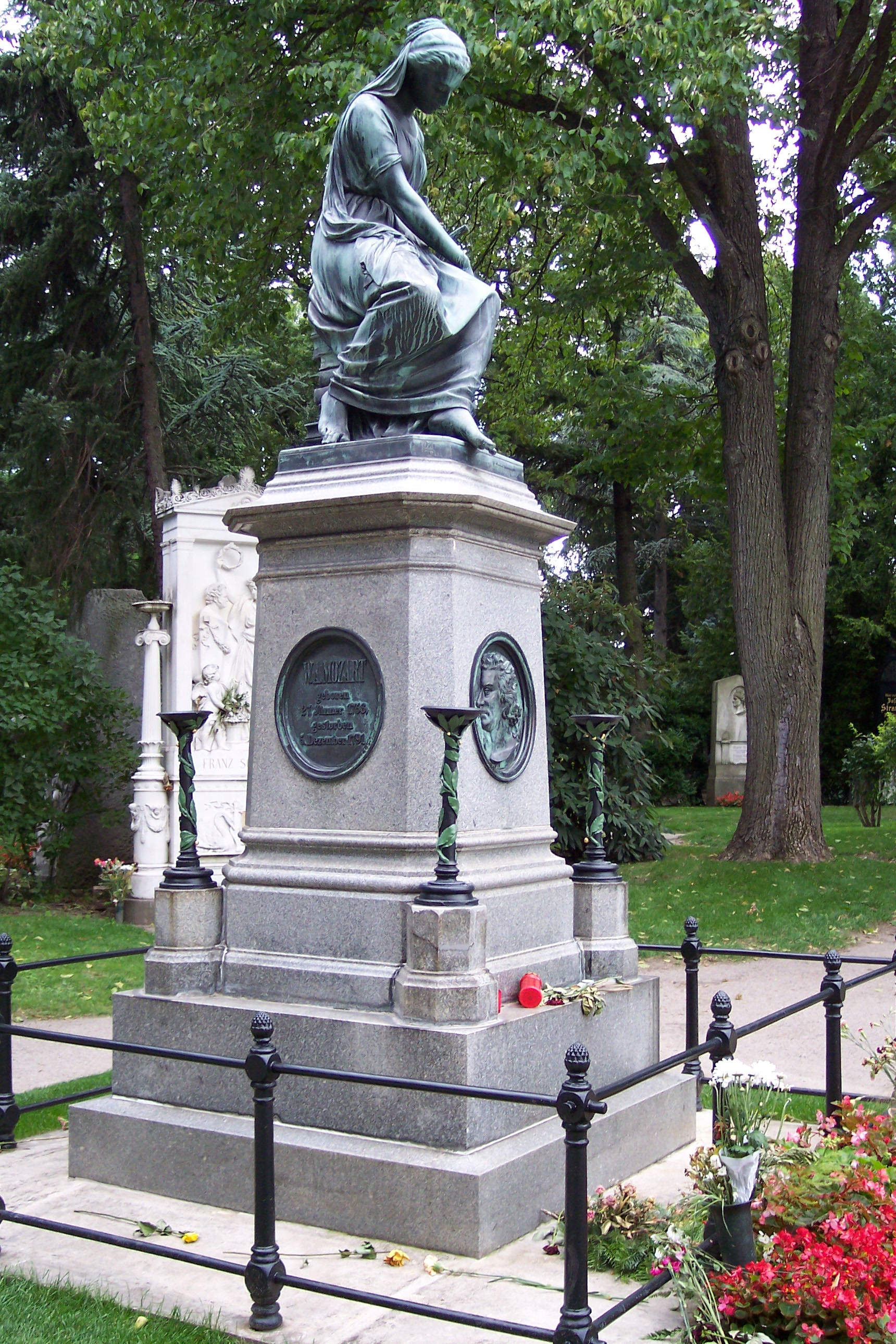
Mozart síremléke a bécsi Zentralfriedhof temetőben

Érett műveiben Mozart kifejlesztette az éneklő allegrót. A korábbi zeneszerzők nem tartották fontosnak, hogy mélyebb érzelmekkel töltsék meg műveik gyors tételeit is, ezt a lassú tételek sajátosságának gondolták. Mozart ezzel szemben az érzelmek szélesebb skáláját vonultatta fel gyors tételeiben is, az allegro tételeket olyan hangulati-érzelmi elemekkel töltötte meg, amik azelőtt csak a lassú tételek sajátjai voltak. Hangszerelésében a fúvósok (különösen a rézfúvósok) addig nem ismert hangszíneit fedezte fel, elsők között alkalmazott például szordinált (hangfogóval tompított) trombitát, illetve klarinétot nagy zenekari művekben. Versenyműveiben a technikai bravúrokat mindig mértékkel alkalmazta, ezáltal is elkerülte a virtuozitás öncélú csillogtatását, helyet adva az egyszerű, érzelmesebb játékstílusnak.
Korai szimfóniáiban teljesen Johann Christian Bach komponálásmódját követte, a darabok nagy része még a barokk sinfonia műfajához nyúlik vissza (ez egy háromrészes operanyitány típus volt, ami később önállósodott), érett szimfóniáiban aztán már a Haydn által kialakított műformát követte, a nyolcvanas évek második felében írt szimfóniái pedig már Haydnra gyakoroltak hatást. Ettől kezdve lehet beszélni Mozart önálló szimfonikus stílusának kialakulásáról. Mozart végig megtartotta a Haydntól átvett lassú bevezetőt és a vidám-játékos finálét, de ekkor már eredeti tartalommal töltötte meg őket.
Zongoraversenyeiben kialakította a zenekar és a zongora egyenrangú párbeszédét, vonósnégyeseiben sajátos megoldásnak tekinthető, hogy olykor a menüett tételeket is a szonátaforma követelményei szerint szerkesztette meg. Egyházzenei művei közül legjelentősebbek a miséi, de az érseki udvarban eltöltött évek alatt számos más egyházzenei mű is kikerült a keze alól.
Operáiban tökéletesen oldotta meg az énekhang és a zenekar, a recitativo és az ária, a drámai cselekmény és a zenei szembeállítás problematikáját. Színpadi műveiben hősei lelkivilágát, érzelmeit meggyőzően fejezte ki zenei eszközökkel, a drámai helyzetet tökéletesen tükröző atmoszférát volt képes teremteni.

## Kották
- Mozart, Wolfgang Amadeus. International Music Score Library Project. (Hozzáférés: 2019. május 17.)

## Magyarul megjelent írásai
- Pergolesi: Szobaleány őnagysága – Intermezzó / Mozart: A színházigazgató – Víg dalmű, forditotta: Boldogh Lajos, Budapest, 1924[forrás?]
- Mozart bécsi levelei, szerkesztette és fordította valamint a bevezetőt írta: Gedeon Tibor, Gondolat, Budapest, 1960 (Aurora)
- Mozart breviárium – Levelek, dokumentumok, 1756–1791, összeállította és fordította: Kovács János, Zeneműkiadó, Budapest, 1961
  - átdolgozott, bővített kiadás (Kárpáti János): Rózsavölgyi, Budapest, 2017
- Wolfgang Amadé Mozart levelei, szerkesztette: Mikusi Balázs, fordította: Györffy Miklós és Szegedi Eszter, Gondolat, Budapest, 2016

## Meghallgatható felvételek
- Nem tudod lejátszani a fájlt? Olvasd el a Wikipédia:Médiafájlok lapot.

### Magyar nyelvű oldalak
- A Magyar Rádió zrt. Mozart archívuma
- Mozart.lap.hu
- Még mindig nem jutott nyugvópontra a Mozart halála körüli vita- a New York Times cikke
- A zeneszerző életrajza a fidelio.hu oldalon
- A fidelio.hu koncertkalauza a zeneszerző műveihez
- Mozart bibliográfia a fidelio.hu oldalán
- A budapesti Szabó Ervin Könyvtár Mozart gyűjteménye
- Mozart rövid, magyar nyelvű életrajza a neten
- A zeneszerző életrajza a filharmonia.com oldalon
- A zeneszerző életrajza a verslista.hu oldalon
- Mozart operáinak színházi előadásainak dátumai a port.hu oldalon
- Mozart születésnapja ünnep Salzburgban- a 168 óra cikke
- wien.info.hu Archiválva 2014. szeptember 15-i dátummal a Wayback Machine-ben
- Lőte Enikő: W. A. Mozart zongoraszonátáinak előadásmódja
- Mozart életrajza a sulinet.hu oldalán
- 250 éve született Wolfgang Amadeus Mozart – Múlt-kor.hu
- BFZ honlapja Mozartról
- Sulinet operaházi meséi
- Fodor Géza: A Mozart opera világképe
- Mozart, Wolfgang Amadeus. Szabadkőműves Wiki. (Hozzáférés: 2013. szeptember 15.)

### Idegen nyelvű oldalak
- Internationale Stiftung Mozarteum
- A bécsi Mozarthaus
- A salzburgi Mozarthaus
- Mozart műveinek online katalógusa Archiválva 2014. március 26-i dátummal a Wayback Machine-ben
- Mozart saját kezűleg készített műjegyzékének facsimile kiadása Archiválva 2011. szeptember 7-i dátummal a Wayback Machine-ben
- Angol nyelvű Mozart bibliográfia
- Klassika.info
- Biographisch-Bibliographisches Kirchenlexikon
- Werner Icking Music Archive
- Virtuális Mozart Múzeum

## További szakirodalom
- Szabolcsi, Bence. Mozart: Kísérlet. Budapest: Dick Manó (1921)
- Tóth, Aladár. Mozart élete és művei. Budapest: Győző Andor (1941)
- Major, Ervin. Mozart és magyarország. Beszűmoló a magyarországi Mozart-kutatásról. Budapest: Franklin (1956)
- Szabolcsi, Bence. Mozart operái. Budapest: Zeneműkiadó (1956)
- Petzold, Richard. Wolfgang Amadeus Mozart élete képekben. Budapest: Zeneműkiadó (1957)
- Rosen, Charles: A klasszikus stílus. Haydn, Mozart, Beethoven, fordította: Komlós Katalin, Zeneműkiadó, Budapest, 1977, ISBN 963-330-180-7
- Schonberg, Harold C.: A nagy zeneszerzők élete, fordította: Szilágyi Mihály (et al.), Európa Kiadó, Budapest, 2006, 87–103. o., ISBN 963-07-8099-2
- Wendelin, Lídia. Mozart Magyarországon (Bibliográfia). Budapest: OSZK (1958)
- Jemnitz, Sándor. W. A. Mozart. Budapest: Gondolat (1961). ISBN 963-05-5858-7
- szerk.: Kovács János: Mozart breviárium – Levelek, dokumentumok. Budapest: Zeneműkiadó (1961)
- Liebner, János. Mozart a színpadon. Budapest: Zeneműkiadó (1961)
- Hughes, Spikes. Mozart operakalauz. Budapest: Zeneműkiadó (1961). ISBN 963-330-149-1
- Hughes, Spikes. Mozart operakalauz. Budapest: Zeneműkiadó (1976). ISBN 963-330-149-1
- Ujfalussy, József. Tamino a válaszúton – Drámai párbeszéd és zenei cselekmény. Budapest: Zeneműkiadó (1986). ISBN 963-330-563-2
- Parouty, Michael. Mozart, az Isten kegyeltje. Budapest: Park (1990). ISBN 963-7990-33-9
- Sebestyén, Ede. Mozart és Magyarország. Budapest: MTA (1991). ISBN 963-05-5858-7
- Howard Gardner: Rendkívüliek (A mester Wolfgang Amadeus Mozart, a teremtő Sigmund Freud, az önmegfigyelő Virginia Woolf, a befolyásoló Mahatma Gandhi), fordította: Farkas Éva, Kulturtrade, Budapest, 1998, (Mesterelmék)
- Elias, Norbert. Mozart – Egy zseni szociológiája. Budapest: Európa (2000). ISBN 963-07-6778-3
- Siegert, Stefan. Mozart a mágikus muzsikus. Budapest: Képzőművészeti Kiadó (2003). ISBN 963-336-940-1
- Braunbehrens, Volkmar. Mozart – A bécsi évek. Budapest: Osiris (2006). ISBN 963-389-862-5
- Cairns, David. Mozart és operái. Budapest: Park (2008). ISBN 978-963-530-810-1